# ブラタモリ
『ブラタモリ』は、NHK総合テレビジョンで2008年より断続的に放送されている、日本の紀行・教養バラエティ番組。司会を務めるタモリの冠番組の一つである。2025年現在、レギュラー版が5シリーズにわたって放送されている他、パイロット版やスペシャル版、それにラジオ番組や他番組とのコラボレーション特番など、さまざまな形での展開も行われている。
ステレオ放送、ステレオ2音声による解説放送（2016年4月30日放送分より実施）、字幕放送、ハイビジョン放送を実施。
レギュラー版の放送時間は、第3シリーズまでは毎週木曜 22:00 - 22:48、第4シリーズは毎週土曜 19:30 - 20:15、第5シリーズは毎週土曜 19:30 - 20:00（いずれもJST、以下の本文中の日時も、特記のない限りは同様の扱い）。パイロット版や特番の放送時間は番組の推移節などを参照。

## 概要
街歩きを趣味とするタモリが江戸時代・明治時代などの古地図を手に、実際に東京都区内・横浜市（関東近郊）や日本の各地・地方など毎週、街を散策しその街に古くから残る建造物・神社・公園・坂道・通り・観光スポット・飲食店・駅・川・橋などをタモリ独自の視点で楽しみながら、現代の街並みに残る《歴史の痕跡》を発見する。街の変化のいきさつを空想・推測し、地理学・地質学的な側面を掘り下げ、その街のエピソードを探る。その場所の歴史を味わいつつ独自の視点・目線でユニークな街歩きを展開し、同時にタモリの独特の軽妙なトークも味わうという“探検・散歩番組”でもある。
毎回、各分野の専門家やその土地に詳しい人物が司会のタモリとNHKのアナウンサーの到着を待ち伏せる（そして、タモリに対して土地柄のクイズを出す）、というシーンがあり、全体の構成は大方決まっている。しかしNHKの番組としては珍しく、タモリは台本をあまり気にせずアドリブを交えて収録が進められる。NHKにおいて、オールロケーションスタイル撮影による行き当たりばったりで収録する試みは、1995年より放送されている紀行・バラエティ番組『鶴瓶の家族に乾杯』などでも行われており、第4シリーズ放送期間中の2016年以降、毎年正月には両番組によるコラボ番組が特別版として放送されている（後述）。
他番組では聞き役に徹することの多いタモリではあるが、本番組では自らロケをリードする役回りを担っていることからマニアックなトークで視聴者を置き去りにする危険を孕んでいる。そのためプロデューサーの尾関憲一もタモリのパートナーの人選に頭を悩ませることになり、「視聴者を代弁して（タモリや専門家に）質問できる立場の人」を考えていたら「場を仕切る感じのしない女性アナウンサー」が浮上した。そこでアナウンス室に「なるべく不慣れでシロウトっぽい感じがするフレッシュな女性アナウンサー」をリクエストしたところ、アナウンス室は久保田祐佳を抜擢した。尾関は久保田にタモリや専門家の発言が理解できないときは積極的に質問するよう指示したうえで「（事前に）勉強しないでくれ」と通告し、ロケについての説明もほとんど行わないという措置を講じた。そして事前の下調べを禁止された久保田が（禁止されてもしてしまいそうな）下調べを本当にしなかったことで、「あの女性アナウンサー（久保田）はなぜあんなにものを知らないのか?」「あんなに何も知らないのはタモリに失礼だ」との批判が寄せられたが、それも尾関の思惑通りである。こうした事情から、回を追うごとに台本は薄くなっていき、ついにはA4用紙1枚になっているという。担当アナウンサーの下調べ禁止についてはその後担当者が変わっても一貫して続いており、2016年4月から担当となった近江が最初のロケ地である嵐山（京都市）に行った際も、集合時間と場所しか知らされず、近江はカメラが回る段階で初めて「嵐山でロケをするんだ」と気づいたほどであり、スタッフからは「勉強するよりも、ありのままのリアクションを大切にしてほしい」と伝えられているという。
NHK公式では、本番組の第1回を「長崎 〜"坂の町・長崎" の始まりとは?〜」（2015年4月11日放送分）としており、2008年12月14日放送分（パイロット版「表参道」）から2015年1月6日放送分（パイロット版「京都」）までを除外している。この期間中の放送分については原則再放送されない。

### 番組の推移

#### パイロット版（2008年） - レギュラー版（第1シリーズ）
最初のパイロット版は、NHK総合テレビジョンが実施している新番組発掘プロジェクト『NHK番組たまごトライアル2008』の一環として制作されたもので、2008年12月14日の0:20 - 1:03に初放送。深夜放送でありながら高視聴率を記録し、視聴者からの反響も良かったことからレギュラー番組への昇格が決まり、翌2009年10月1日から2010年3月11日まで、毎週木曜の22:00 - 22:43のプライムタイムで、43分番組としてのレギュラー版が全15回放送された。以降第3シリーズ終了まで、半年の休止期間を挟みつつ毎年10月から翌年3月に本番組を放送するというスタイルが定着した。

#### レギュラー版（第2シリーズ）
前シリーズ放送終了前から、本番組に対する視聴者からの要望や反響が多数寄せられたため、放送終了から間もない2010年5月に本番組の復活が発表され、前シリーズより5分延長した48分番組として、2010年10月7日から2011年3月31日まで全22回が放送された。

#### レギュラー版（第3シリーズ）
前シリーズと同じく48分番組として、2011年11月10日から2012年4月5日まで全19回が放送された。本シリーズの終了後、本番組も3年間の休止期間に入る。

#### パイロット版（2015年） - レギュラー版（第4シリーズ）
2013年10月22日、タモリが長年総合司会を務めてきた、フジテレビ系列『森田一義アワー 笑っていいとも!』（1982年10月4日 - 2014年3月31日）が2014年3月をもって放送を終了することが、同日の『いいとも』番組内で発表された。この発表を受け、NHKの石田研一総局長は定例会見で、本番組の復活を望む声が視聴者から多数上がっていることに触れつつ「『ブラタモリ』は人気のある番組。やれないかという話はしていたことはあったようですが、スケジュール的に来年度（2014年度）は難しいでしょう」と述べている。
その後2015年1月21日の定例総局長会見で、本番組のレギュラー放送開始が発表された。新シリーズの開始に伴い、新シリーズでは、これまで司会のタモリが平日の昼間に『笑っていいとも!』に生出演していた関係で敢行出来なかった、日本各地への地方ロケも実施されることがアナウンスされた。またレギュラー版の放送開始に先立ち、同年1月3日に「築地」「三田・麻布 完全版」「丸の内」「渋谷」の合計4本がアンコール放送された。さらに1月6日には正月スペシャル番組（パイロット版）として、初めて関東地方以外で撮影された「京都編」が20:00 - 20:43に、3月27日には「京都 完全版」がそれぞれ放送され、レギュラー放送は4月11日より開始された。本シリーズから番組タイトルロゴ、OP・EDテーマ曲、ナレーション、テロップ、女性アナウンサー等も一新され、放送時間も従来の木曜のプライムタイムから、毎週土曜19:30 - 20:15へと変更され、番組初となるゴールデンタイムでの放送となった。
2016年5月7日放送分の「#37 京都・伏見 〜伏見は“日本の首都”だった!?〜」は16.0%の高視聴率を記録（ビデオリサーチ調べ、関東地区・世帯・リアルタイム。以下略）。また、2016年6月4日放送分の「#40 伊勢神宮〜人はなぜ伊勢を目指す?〜」は歴代最高視聴率18.6%の高視聴率を記録。以後、平均視聴率は10%台を維持している。それに伴い地方自治体による番組の誘致、企画の持ち込みが増加し、その数は『大河ドラマ』『NHKのど自慢』に並ぶものとなっている。
2019年にはシリーズ初の海外ロケ作品としてローマ、パリが放送された。
2020年4月25日から6月20日放送分では、新型コロナウイルス感染症の影響により新作の収録を見合わせたため、第4シリーズの既放送分162本から視聴者の反響の大きかった回を、一部編集の上でアンコール放送を実施した。アンコール放送では浅野が番組をナビゲートし、また訪問地の現在の様子や専門家からの近況メッセージ、視聴者からの反響なども紹介した。アンコール放送は新作収録の再開後も、収録分のストックがなくなるたびに行われており、2020年度のアンコール放送は浅野のみ出演、タモリはアーカイブ映像での出演であった。2021年度からは再放送分と新規収録分を合わせて放送されることが多くなり、タモリも収録に参加している。
パートナーとなるアナウンサーは、2021年度の浅野（6代目）まで一貫して、東京アナウンス室所属のアナウンサーが担当してきたが、2022年4月9日放送分よりレギュラー放送最終回に当たる2024年3月9日放送分までは、福岡放送局の野口が同局所属のまま、7代目のパートナーを担当した｡
レギュラー版第4シリーズの終焉
2024年2月14日に行われた定例会見で、かつて本番組の制作統括を務めた山名啓雄メディア総局長が「9年間で270回近く、全国いろんなところを訪ねてきた。今のスタイルに関しては今年度で区切りをつける」とコメントした上で、2024年3月でレギュラー放送を終了すると発表。同年3月9日放送分をもってレギュラー放送が終了した。レギュラー版の終了後については「決まっていないが、視聴者の皆さんにもっと楽しんでいただけるような番組を目指して企画を検討していきたい」と、単発特番として放送することに含みを持たせていた。

#### スペシャル版（2024年11月） - レギュラー版（第5シリーズ）
レギュラー版（第4シリーズ）の終了からおよそ8カ月を経て、「道」をテーマとしたスペシャル版を放送。江戸時代に整備された、京都 - 大阪間の「東海道五十七次」を3日間にわたってたどる過程が、2024年11月2日から4日に3夜連続特番（19:30 - 20:00（2日のみ20:15））という形で放送された。このスペシャル版では、番組8代目のパートナーとして佐藤茉那（NHK広島放送局アナウンサー）が新たに起用された他、ナレーションを歌手のあいみょんが担当し、テーマ曲には小沢健二の楽曲が使用される（楽曲の詳細については後述）など、レギュラー版からの変更点も複数見られた。
2025年4月5日よりレギュラー版（第5シリーズ）が開始。第5シリーズの開始に伴うレギュラー版の復活については、前年の2024年12月18日にNHKより発表されており、この発表の中ではレギュラー版復活にあたって、番組のコンセプトはそのままとしつつも、街道を歩くシリーズものなど新しい試みに挑戦することも明らかにされた。

### ロケーション撮影
オールロケーションスタイル撮影にて、パイロット放送（2008年）からレギュラー放送「第3シリーズ」までは平日の午後の2日間に分けで収録が実施されていた。レギュラー放送「第4シリーズ」からは、平日の1 - 2日に掛けて収録されていた。また、レギュラー放送「第2シリーズ」では収録・撮影を1日で行う回もあった。
本編放送中は、画面の右上に番組タイトルロゴが表示されている。アイキャッチは、番組タイトルロゴと共にタモリが歩いた後に足跡が残るCG。番組冒頭はアイキャッチのあと、番組内容を30秒間紹介する。その後のオープニングは、タモリが古地図を持ち登場し、現代の街並みから江戸時代の町並みにタイムスリップをする様子を描いている。番組タイトルコールはタモリが担当している。番組最後のエンドロール直前には、レギュラー放送「第3シリーズ」までは毎回、ナレーター（語り）による「ブラタモリ、楽しんでいただけましたか? それでは、ごきげんよう」の一言で締めていたが、レギュラー放送「第4シリーズ」では、タモリが訪れた町の感想を語るスタイルに改められた。エンディングは、テーマ曲と番組スタッフのエンドロールをバックに、訪れた街の夜景や様子を映し出していたが、レギュラー放送「第4シリーズ」では、ロケの様子を写した写真に改められた。この時、タモリとアナウンサーの、ロケ中の昼食の様子を撮影した写真が、映し出されることが定番となっている。
撮影クルーは、TBS系列のプロダクションであるTBSスパークル制作映像部が、NHKテクノロジーズからの発注を受けて担当している。

### 演出
毎回、ゲストとして各分野の専門家あるいはその街（土地）に詳しい人物を招いて、歴史の痕跡などを基にしてその街が大きく変化した場所を空想し、番組独自に推理する。古地図や古写真、古資料、その街に詳しい人物や、昔からある店の人々の話などを参考に、CG合成や過去の再現映像をVTR形式にて分かりやすく解説・紹介する。
また、解説とアイキャッチ（または後述のミニコーナー「ブラタモ写真館」「ブラタモふるさとコレクション」）の合間には、CGにより現在の街の様子からその当時の同じ場所の様子に完全に変化させ（この時、CGにより出演者やその周囲の一般人の姿が消される）、浮世絵に描かれた人物を動かすなどして当時の様子を再現しているが、この時、毎週ではないがタモリに模したサングラス姿の男性が様々な職業に扮して登場することがある（第4シリーズからはナレーション担当の草彅や桑子、近江、林田をモチーフにしたキャラクターも登場）再現が終わると元の場所の映像に戻され、同時に消去された出演者や一般人の姿が再び現れる。古地図などを見るために、専用の持ち運びができる木製のタモリの顔が描かれているテーブル「タモ机」と椅子（最大4人が座れる）が一緒になった物を使用する。
レギュラー放送「第1シリーズ」からは、CCDカメラの上に、サングラスをしたカメのミニぬいぐるみを乗せた番組特製の「タモカメ」が新たに登場。タモリいわく「サンプラザ中野にしか見えない」とのことである。レギュラー放送「第4シリーズ」から、オープニングで毎回「タモカメ」が玉手箱ならぬ「タモテバコ」を背負って、タモリと女性アナウンサーの下へやってきて、旅のお題（指令）が言い渡されている。この旅のお題に基づいて、番組が進行されていく。
タモリ自前の小道具
- デジタルカメラ
  - リコー・GR DIGITAL、GXR[※ 8]
  - オリンパス・PEN[※ 9]
- 腕時計
  - カシオ・PRO TREK（2015年モデル）[※ 10]

## 出演者

### レギュラー
| シリーズ     | 開始日         | 終了日         | メイン進行 | アシスタント | ナレーション        |
| ------------ | -------------- | -------------- | ---------- | ------------ | ------------------- |
| パイロット版 | 2008年12月14日 | 2008年12月14日 | タモリ     | 久保田祐佳   | 池田昌子            |
| 第1シリーズ  | 2009年10月1日  | 2010年3月11日  | タモリ     | 久保田祐佳   | 戸田恵子            |
| 第2シリーズ  | 2010年10月7日  | 2011年3月31日  | タモリ     | 久保田祐佳   | 戸田恵子            |
| 第3シリーズ  | 2011年11月10日 | 2012年4月5日   | タモリ     | 久保田祐佳   | 戸田恵子            |
| パイロット版 | 2015年1月6日   | 2015年1月6日   | タモリ     | 首藤奈知子   | 加賀美幸子          |
| 第4シリーズ  | 2015年4月11日  | 2016年4月2日   | タモリ     | 桑子真帆     | 草彅剛              |
| 第4シリーズ  | 2016年4月30日  | 2018年3月24日  | タモリ     | 近江友里恵   | 草彅剛              |
| 第4シリーズ  | 2018年4月21日  | 2020年3月14日  | タモリ     | 林田理沙     | 草彅剛              |
| 第4シリーズ  | 2020年4月11日  | 2022年4月2日   | タモリ     | 浅野里香     | 草彅剛              |
| 第4シリーズ  | 2022年4月9日   | 2024年3月9日   | タモリ     | 野口葵衣     | 草彅剛              |
| スペシャル版 | 2024年11月2日  | 2024年11月4日  | タモリ     | 佐藤茉那     | あいみょん 桑子真帆 |
| 第5シリーズ  | 2025年4月5日   |                | タモリ     | 佐藤茉那     | あいみょん 桑子真帆 |

### ゲスト

#### 専門家
毎週、その街に詳しいゲスト（専門家）らを招き、タモリ、女性アナウンサーと共に探し歩く。以下は過去に出演した著名な専門家及び複数回登場している専門家記載。
- 涌井雅之（造園家・景観デザイナー） - 2008年パイロット版「原宿」、第1シリーズ「早稲田」
- 陣内秀信（法政大学教授・イタリア建築史家） - 第1シリーズ「三田・麻布」「品川」、第3シリーズ「両国」、第4シリーズ「東京湾」 ※第4シリーズ「ローマ」の制作協力も担当。
- 岡本哲志（法政大学研究員・都市史家） - 第1シリーズ「銀座」「本郷台地」「六本木」、第2シリーズ「丸の内」「羽田」「池袋・巣鴨」「第1シリーズ総集編前編」、第4シリーズ「白金」
- 鈴木博之（青山学院大学教授） - 第1シリーズ「日本橋」
- 森まゆみ（作家） - 第1シリーズ「本郷台地」
- ロバート・キャンベル（東京大学教授、専門分野は江戸・明治期の日本文学） - 第1シリーズ「神田」
- 大石学（東京学芸大学教授） - 第1シリーズ「六本木」
- 小野田滋（鉄道総合技術研究所） - 第2シリーズ「江戸城外堀」「渋谷」、第3シリーズ「国分寺後編〜鉄道総研〜」、第4シリーズ「横浜」
- 内田青蔵（神奈川大学建築学科教授） - 第2シリーズ「住宅の変遷史」、第4シリーズ「軽井沢」
- 長谷川寿一（東京大学教授） - 第2シリーズ「鷹狩り」
- 山下和正（建築家・地図コレクター）ブラタモリ総集編スペシャル
- 根崎光男（法政大学教授） - 第2シリーズ「鷹狩り」「江戸のゴミ」、第3シリーズ「江戸の動物・中野」、第4シリーズ「目黒」
- 千葉達朗[※ 14]（測量会社技師長[22]・火山学者） - 第4シリーズ「富士の樹海」「樹海の神秘」
- 姫野順一（長崎外国語大学教授） - 第4シリーズ「長崎」
- 梅林秀行（京都高低差崖会崖長） - 2015年パイロット版「京都」、第4シリーズ「奈良」「京都・嵐山」「京都・伏見」「京都・祇園」「銀閣寺」「京都・東山」「京都・西陣」
- 松田法子（京都府立大学准教授[23]） - 第4シリーズ「熱海」「別府」「有馬温泉」
- 鈴木雄介（伊豆半島ジオパーク専任研究員） - 第4シリーズ「熱海」「伊豆」「天城越え」「伊豆・下田」 ※「知床」では実験に関する情報を提供。
- 井上素子（埼玉県立自然の博物館学芸員）- 第4シリーズ「秩父」「長瀞」「埼玉（秩父・長瀞）SP」「深谷」
- 高橋雅紀（産業技術総合研究所理学博士） - 第4シリーズ「秩父」「長瀞」「関門海峡〜下関」「日本の石SP」「つくば」「東京湾」「前橋」「世界の絶景」「埼玉・行田」「長岡」
- 磯田道史（歴史学者） - 第4シリーズ「岡山」
- 千田嘉博（城郭考古学者） - 第4シリーズ「姫路城」「島原・天草」
- 小山真人（静岡大学名誉教授） - 第4シリーズ「富士山」「富士山の美」「富士山頂」「浜松」「伊東」、「ブラタモリ×鶴瓶の家族に乾杯 初夢スペシャル（2018年正月）、第5シリーズ「富士山SP」
- 長谷川修一（香川大学創造工学部教授） - 第4シリーズ「さぬきうどん」「こんぴらさん」「高松」「小豆島」
- 後藤宏樹（千代田区文化振興課学芸員） - 第2シリーズ「江戸城外堀」、第4シリーズ「東京駅」「江戸城」「江戸城と東京」「大名屋敷」「大名屋敷と東京」
- 竹内章（地質学者・富山大学名誉教授） - 第4シリーズ「黒部ダム」「黒部の奇跡」「能登半島」
- 谷口榮（葛飾区郷土と天文の博物館学芸員） - 第3シリーズ「荒川」「荒川・柴又」、第4シリーズ「東京スカイツリー」
- 山村亜希（京都大学教授 地球環境学堂） - 第4シリーズ「名古屋・熱田」「酒田」「静岡」、SP「東海道五十七次」
- 小和田哲男（静岡大学名誉教授） - 第4シリーズ「三英傑（信長・秀吉・家康）スペシャル」「関ケ原の戦い」

#### タレント
- 向谷実（キーボード奏者・タレント） - 第1シリーズ「二子玉川」
- 井上順（歌手・タレント） - 第1シリーズ「六本木」
- 渡辺謙（俳優） - 第4シリーズ「薩摩の奇跡」

## 放送期間
| シリーズ     | 回数  | 開始日         | 終了日         | 放送曜日・時刻                                  |
| ------------ | ----- | -------------- | -------------- | ----------------------------------------------- |
| パイロット版 | 1回   | 2008年12月14日 | 2008年12月14日 | 日曜 00:20 - 01:03                              |
| 第1シリーズ  | 15回  | 2009年10月1日  | 2010年3月11日  | 木曜 22:00 - 22:43                              |
| 第2シリーズ  | 22回  | 2010年10月7日  | 2011年3月31日  | 木曜 22:00 - 22:48                              |
| 第3シリーズ  | 19回  | 2011年11月10日 | 2012年4月5日   | 木曜 22:00 - 22:48                              |
| パイロット版 | 1回   | 2015年1月6日   | 2015年1月6日   | 火曜 20:00 - 20:43                              |
| 第4シリーズ  | 263回 | 2015年4月11日  | 2024年3月9日   | 土曜 19:30 - 20:15                              |
| スペシャル版 | 3回   | 2024年11月2日  | 2024年11月4日  | 土曜 19:30 - 20:15 日曜日・月曜日 19:30 - 19:58 |
| 第5シリーズ  |       | 2025年4月5日   |                | 土曜 19:30 - 20:00                              |

## 放送日程
サブタイトルは番組公式ウェブサイト内では「○○をブラタモリ」と表記されているが、電子番組表などでは地名のみ表記されている。ここでは、電子番組表におけるサブタイトルを記載する。

### パイロット版（放送日程）
| 放送日   | サブタイトル   | 使用した古地図         |
| -------- | -------------- | ---------------------- |
| 12月14日 | 原宿（表参道） | - 江戸後期東都青山絵図 |

| 放送日 | サブタイトル | 使用した古地図 |
| ------ | ------------ | --- |
| 1月6日 | 京都         | - 明治23年 琵琶湖疏水地図（京都市上下水道局所蔵） - 洛中絵図（国際日本文化研究センター所蔵） - 国土地理院の基盤地図情報をカシミール3Dで加工した地図 |

### レギュラー版（放送日程）

#### 第1シリーズ（放送日程）
| 回数 | 放送日   | サブタイトル | 使用した古地図                                                                                     |
| ---- | -------- | ------------ | -------------------------------------------------------------------------------------------------- |
| 1    | 10月1日  | 早稲田       | - 明治16年測量 東京五千分一図（早稲田村）                                                          |
| 2    | 10月8日  | 上野         | - 東都下谷絵図 - 明治25年東京全図 - 昭和36年最新東京大全図（上野）                                 |
| 3    | 10月15日 | 二子玉川     | - 大正13年大日本職業別明細図（川崎市立高津図書館所蔵 / 二子玉川周辺地図）                          |
| 4    | 10月22日 | 銀座         | - 蔓延江戸図 - 江戸切絵図 近江屋板（嘉永6年改正版） - 「京橋南芝口橋築地銕炮洲邊繪圖」             |
| 5    | 11月12日 | 三田・麻布   | - 東都麻布之絵図 - 芝三田二本榎高輪辺絵図                                                          |
| 6    | 11月19日 | 秋葉原       | - 明治28年東京市神田区全図                                                                         |
| 7    | 11月26日 | 日本橋       | - 万延江戸図 - 熈代勝覧（きだいしょうらん）〔作者不詳 文化2年頃〕 - 日本橋北内神田両国浜町明細絵図 |
| 8    | 12月3日  | 本郷台地     | - 無し（使用したものは地形図）                                                                     |
| 9    | 12月10日 | 品川         | - 芝三田二本榎高輪辺絵図                                                                           |
| 10   | 12月17日 | 横浜         | - 再刻横浜明細全図（明治元年）                                                                     |

| 回数 | 放送日  | サブタイトル | 使用した古地図 |
| ---- | ------- | ------------ | --- |
| 11   | 1月21日 | 浅草         | - 今戸箕輪浅草絵図（嘉永6年） - 御江戸大絵圖（天保14年） - 番地界入り浅草區全圖（明治40年）                       |
| 12   | 1月28日 | 神田         | - 飯田町駿河台小川町絵図 - 小石川谷中本郷絵図 - 大日本改正東京全図神田区（明治12年）                              |
| 13   | 2月4日  | 新宿・大久保 | - 江戸大絵図 - 大久保村絵図 - 大久保元百人大縄組屋敷絵図面                                                        |
| 14   | 3月4日  | 赤坂         | - 御江戸大絵圖（天保14年）                                                                                        |
| 15   | 3月11日 | 六本木       | - 東都麻布之繪図 - 増補改正今井谷六本木赤坂繪図 - 東京市15区近傍34町村麻布区全図 - 東京市15区近傍34町村赤坂区全図 |

#### 第2シリーズ（放送日程）
| 回数 | 放送日   | サブタイトル              | 使用した古地図                                                                                |
| ---- | -------- | ------------------------- | --------------------------------------------------------------------------------------------- |
| 1    | 10月7日  | 築地                      | - 江戸築地御坊地割絵図 元禄元年 - 武州豊嶋郡江戸庄図（寛永江戸図）全図 - 五千分一東京測量原図 |
| 2    | 10月14日 | 丸の内                    | - 大名小路繪圖                                                                                |
| 3    | 10月21日 | 新宿 水道編               | - 牛込四ツ谷淀橋周辺江戸切繪図                                                                |
| 4    | 11月18日 | 住宅の変遷史 日本の住宅編 | - 本郷湯島絵図 人文社                                                                         |
| 5    | 11月25日 | 鷹狩り                    | - 駒ヶ原絵図                                                                                  |
| 6    | 12月2日  | 横浜 港湾編               | - 横浜弌覧之真景（横浜中央図書館）                                                            |
| 7    | 12月9日  | 三田・麻布 完全版         |                                                                                               |
| 8    | 12月16日 | 本郷台地 完全版           |                                                                                               |

| 回数 | 放送日  | サブタイトル                            | 使用した古地図 |
| ---- | ------- | --------------------------------------- | --- |
| 9    | 1月6日  | 「第1シリーズ」総集編スペシャル（前編） | - 江戸大絵図 - 地図で読む江戸時代（柏書房：山下和正著） - 大江戸地図帳（人文社）                                                                                                |
| 10   | 1月13日 | 「第1シリーズ」総集編スペシャル（後編） | - 江戸大絵図 - 東京今昔散歩（中経出版：原島広至著） - 大江戸地図帳（人文社） |
| 11   | 1月20日 | 羽田                                    | - 江戸傍近図 - 蒲田区詳細地図（昭和17年） |
| 12   | 1月27日 | 池袋・巣鴨                              | - 武蔵国豊島郡雑司谷村絵図 - 武蔵国豊島郡池袋村絵図 - 染井王子巣鴨辺絵図 |
| 13   | 2月3日  | 江戸城外堀                              | - 外堀の航空写真（千代田区広報広聴課所蔵） - 江戸時代の外堀工事の絵（新宿区所蔵 資料提供：日映企画） - 江戸城工事の割振りの図（「江戸城普請分担図」御花所蔵：柳川古文書館収蔵） |
| 14   | 2月10日 | 赤坂 完全版                             | |
| 15   | 2月17日 | 横浜 完全版                             | |
| 16   | 2月24日 | 六本木 完全版                           | |
| 17   | 3月3日  | 江戸のゴミ                              | - 小日向小石川牛込北辺絵図（嘉永2年） - 元禄江戸図（元禄6年） - 本所深川絵図（文久2年）                                                                                         |
| 18   | 3月10日 | 東京タワー・芝                          | - 芝愛宕下絵図（万延2年） |
| 19   | 3月31日 | 渋谷                                    | - 東都青山絵図 - 内藤新宿千駄ヶ谷辺図 |
| SP   | 8月11日 | ブラタモリスペシャル 渋谷編 超拡大版    | - 東都青山絵図 - 内藤新宿千駄ヶ谷辺図 |

- 補足： 完全版 は「第1シリーズ」での放送分に未公開映像を加え再編集し、22:00 - 22:48の5分間延長の拡大版。第19回（最終回）は1分拡大し、22:00 - 22:49の49分放送。 超拡大版 は「第2シリーズ」での放送分に未公開映像を加え再編集し、19:30 - 20:43の25分間延長の拡大版。

#### 第3シリーズ（放送日程）
| 回数 | 放送日   | サブタイトル                           | 使用した古地図 |
| ---- | -------- | -------------------------------------- | --- |
| 1    | 11月10日 | 江戸の動物〜中野〜（前編）             | - 犬小屋御囲場絵図 |
| 2    | 11月17日 | 上野動物園（後編）                     | - 花鳥茶屋（「鳥カフェ」の絵） - 風俗画報（明治時代の上野動物園の絵） - 銅版上野動物園案内（「うをのぞき」の絵） - 東都下谷絵図（寛永寺・寒松院が載っている切絵図） |
| 3    | 11月24日 | 荒川（前編）                           | - 一万分地形図東京近傍二号（国土地理院） - 2Dマップ（平成23年度版）（東京地図研究社 オリジナル：大正5年） |
| 4    | 12月1日  | 荒川・柴又（後編）                     | - 一万分一地形図東京近傍四号（昭和12年） - 2Dマップ（平成23年度版）（東京地図研究社 オリジナル：大正5年） |
| 5    | 12月8日  | 地下鉄「銀座線」（前編）               | - 地下鉄路線図（地下鉄駅に張ってある東京メトロが作成した路線図） - 日本初の地下鉄工事フィルム（当時工事を請け負った大成建設が所有） - 地下鉄開通当初の銀座線の映像（NHKアーカイブス） - 地下鉄路線案内（江戸東京博物館蔵） - 浅草駅・神田川工事の古写真いろいろ（東京メトロ所有） - 昭和6年 万世橋の写真（千代田区役所所有） - ブラタモ写真館で使用した地下鉄マナーポスター（東京メトロ所有） |
| 6    | 12月15日 | 地下鉄「銀座線」（後編）               | |
| 7    | 12月22日 | 江戸城外堀 超拡大版 （年末スペシャル） | - 外堀の航空写真（千代田区広報広聴課所蔵） - 江戸時代の外堀工事の絵（新宿区所蔵 資料提供：日映企画） - 江戸城工事の割振りの図（「江戸城普請分担図」御花所蔵：柳川古文書館収蔵） - 細川家文書「公儀御書案文」寛永13年11月18日（永青文庫所蔵） |

| 回数 | 放送日  | サブタイトル                     | 使用した古地図 |
| ---- | ------- | -------------------------------- | --- |
| 8    | 1月5日  | 江戸の盛り場〜両国・両国国技館〜 | - 日本橋北之図 |
| 9    | 1月12日 | 江戸の盛り場〜吉原〜             | - 東都浅草絵図 - 今戸箕輪 浅草絵図 - 名所江戸百景 浅草川首尾の松御厩河岸 - 江戸名勝図会 真乳山 - 三浦屋揚巻 岩井菊三郎 - 江戸名所百景 よし原日本堤 - 二代広重「東都新吉原一覧」 - 新吉原三浦屋の高尾 頼兼君身請の図 |
| 10   | 1月19日 | 国分寺〜遺跡〜（前編）           | - 江戸名所図会 - 続日本紀 - 聖武天皇肖像画 |
| 11   | 1月26日 | 国分寺〜鉄道総研〜（後編）       | - 余部鉄橋写真（土木学会提供） |
| 12   | 2月2日  | 東京タワー・芝（アンコール放送） | - 芝愛宕下絵図（万延2年） |
| 13   | 2月9日  | 街の樹木・植物（墨田区）         | - 江戸切絵図 隅田川向島絵図 |
| 14   | 2月16日 | 江戸の運河（江東区「前編」）     | - 天保14年 御江戸大絵圖 - 江戸切絵図 本所深川絵圖 - 関東水流図（江戸中期の関東近郊の河川の流れを纏めた地図） |
| 15   | 2月23日 | 江戸の運河（江東区「後編」）     | - 天保14年 御江戸大絵圖 - 江戸切絵図 本所深川絵圖 |
| 16   | 3月1日  | 新宿誕生編（前編）               | - 天保14年 御江戸大絵圖 - 内藤新宿千駄ヶ谷辺図 文久2年 |
| 17   | 3月15日 | 新宿〜新都心編〜（後編）         | - 明治43年 一万分一地形図 四谷（国土地理院） - 平成24年 3Dマップ（東京地図研究社オリジナル） |
| 18   | 3月29日 | ブラタモリスペシャル 神宮外苑    | - 東京市及郊外交通地図 朝日新聞社刊 個人蔵 - 内苑外苑連絡道路計画図 明治神宮外苑 所蔵 - 不二詣諸品下山之図 作：安藤徳兵衛 豊島区立郷土資料館 所蔵 - 江戸名所図会 千駄ヶ谷八幡神社（現在：鳩森八幡神社） - 国立国会図書館 蔵 |
| 19   | 4月5日  | ブラタモリスペシャル 江戸の食    | - 「天保改正 御江戸大繪圖（天保14年）」人文社所蔵 - 「富嶽三十六景 武陽佃島」東京都江戸東京博物館所蔵 - 「江戸名所 佃島住吉の社」広重画 東京都立中央図書館所蔵 - 「徳川家康画像」大阪城天守閣所蔵 - 「江戸土産 佃白魚網夜景 下」初代廣重画 中央区立京橋図書館所蔵 - 「東都富士見三十六景 佃沖晴天の不二」歌川国芳画 山口県立萩美術館・浦上記念館所蔵 - 「六十余州名所図会 淡路 五色浜」広重画 国立国会図書館所蔵 - 「日本橋魚市繁栄図」国安画 国立国会図書館所蔵 - 「豆腐百珍」「豆腐百珍続編」「名飯部類」 味の素 食の文化センター所蔵 |

- 補足： 超拡大版 は「第2シリーズ」での放送分に未公開映像を加え再編集し、22:00 - 23:13の25分間延長の拡大版。 ブラタモリスペシャル は、22:00 - 23:13の25分間延長のスペシャル版。

#### 第4シリーズ（放送日程）

##### 2015年
| 回数 | 放送日   | タイトル                                                       | 訪問地                                      |
| ---- | -------- | -------------------------------------------------------------- | ------------------------------------------- |
| 1    | 4月11日  | 長崎 〜"坂の町・長崎" の始まりとは?〜                          | 長崎県長崎市                                |
| 2    | 4月18日  | 長崎 〜長崎の近代化は海から?〜                                 | 長崎県長崎市                                |
| 3    | 4月25日  | 金沢 〜加賀百万石はどう守られた!?〜                            | 石川県金沢市                                |
| 4    | 5月2日   | 金沢の「美」 〜金沢は美のまち!?〜                              | 石川県金沢市                                |
| 5    | 5月9日   | 鎌倉 〜800年前の『まちづくり』とは?〜                          | 神奈川県鎌倉市                              |
| 6    | 5月23日  | 鎌倉の観光 〜鎌倉が観光で発展し続ける理由は?〜                 | 神奈川県藤沢市、鎌倉市                      |
| 7    | 5月30日  | はるばる函館へ 〜レールはどう函館を目指す?〜                   | 青森県青森市 北海道木古内町、函館市         |
| 8    | 6月13日  | 函館の夜景 〜函館の夜景はなぜ美しい?〜                         | 北海道函館市                                |
| 9    | 6月20日  | 小江戸・川越 〜なぜ川越は小江戸と呼ばれる?〜                   | 埼玉県川越市                                |
| 10   | 6月27日  | 奈良 〜奈良発展の秘密は“段差”にあり?〜                         | 奈良県奈良市                                |
| 11   | 7月4日   | 奈良の宝 〜観光地・奈良はどう守られた?〜                       | 奈良県奈良市、生駒市                        |
| 12   | 7月11日  | 仙台 〜伊達政宗は「地形マニア」!?〜                            | 宮城県仙台市                                |
| 13   | 7月18日  | 仙台「杜」と「都」 〜“杜の都”の秘密とは?〜                     | 宮城県仙台市                                |
| SP   | 7月20日  | ブラタモリスペシャル 東京駅 〜巨大地下空間は歴史の生き証人!?〜 | 東京都千代田区、中央区、東京駅 巨大地下空間 |
| 14   | 8月1日   | 松江 〜国宝 松江城の城下町は どうつくられた?〜                 | 島根県松江市                                |
| SP   | 8月12日  | 鎌倉の観光・拡大版                                             | 神奈川県藤沢市、鎌倉市                      |
| 15   | 8月22日  | 出雲 〜出雲はなぜ日本有数の観光地となった?〜                   | 島根県出雲市                                |
| 16   | 8月29日  | 軽井沢 〜軽井沢はなぜ日本一の避暑地になった!?〜                | 長野県軽井沢町                              |
| 17   | 9月19日  | 博多 〜博多誕生のカギは「高低差」にあり!?〜                    | 福岡県福岡市                                |
| 18   | 10月3日  | 福岡と鉄道 〜福岡発展のカギは「鉄道」にあり!?〜                | 福岡県福岡市、春日市                        |
| 19   | 10月10日 | 富士山 〜富士山はなぜ美しい?〜                                 | 静岡県富士宮市、富士宮口五合目〜六合目      |
| 20   | 10月24日 | 富士山の美 〜富士山はなぜ美しい?〜                             | 富士宮口六合目〜宝永火口                    |
| 21   | 10月31日 | 富士山頂 〜人はなぜ富士山頂を目指す?〜                         | 九合五勺胸突山荘〜山頂〜 山頂火口〜剣ヶ峰   |
| 22   | 11月7日  | 札幌 〜なぜ札幌は200万都市になった?〜                          | 北海道札幌市                                |
| 23   | 11月14日 | 小樽 〜観光地・小樽発展の秘密は『衰退』にあり?〜               | 北海道小樽市                                |
| 24   | 11月21日 | 軽井沢への道 〜人はどう峠を越えてきた?〜                       | 碓氷峠（長野県軽井沢町、群馬県安中市）      |
| 25   | 12月12日 | 日光東照宮 〜日光東照宮は江戸のテーマパーク?〜                 | 栃木県日光市                                |
| 26   | 12月19日 | 日光の絶景 〜日光はなぜ“NIKKO”になった?〜                      | 栃木県日光市                                |

##### 2016年
| 回数 | 放送日   | タイトル                                                       | 訪問地                     |
| ---- | -------- | -------------------------------------------------------------- | -------------------------- |
| 27   | 1月16日  | 熱海 〜人気温泉地・熱海を支えたものは?〜                       | 静岡県熱海市               |
| 28   | 1月23日  | 小田原 〜江戸の原点は小田原にあり〜                            | 神奈川県小田原市           |
| 29   | 1月30日  | 松山 〜四国一の街・松山はどうできた?〜                         | 愛媛県松山市               |
| 30   | 2月6日   | 道後温泉 〜道後 100万人の湯はどうできた?〜                     | 愛媛県松山市               |
| 31   | 2月13日  | 真田丸スペシャル・沼田 〜真田は沼田でどんな城下町をつくった?〜 | 群馬県沼田市               |
| 32   | 2月27日  | 沖縄・首里 〜王都・首里はサンゴでできている?〜                 | 沖縄県那覇市               |
| 33   | 3月5日   | 那覇 〜那覇は2つある!?〜                                       | 沖縄県那覇市               |
| 34   | 3月19日  | 熊本城 〜熊本城は“やりすぎ城”?〜                               | 熊本県熊本市               |
| 35   | 4月2日   | 水の国・熊本 〜“火の国”熊本は“水の国”?〜                       | 熊本県熊本市               |
| 36   | 4月30日  | 京都・嵐山 〜嵐山はナゼ美しい!?〜                              | 京都府京都市               |
| 37   | 5月7日   | 京都・伏見 〜伏見は“日本の首都”だった!?〜                      | 京都府京都市               |
| 38   | 5月14日  | 横浜 〜横浜の秘密は“ハマ”にあり!?〜                            | 神奈川県横浜市             |
| 39   | 5月21日  | 志摩 〜志摩の宝は絶景が生んだ!?〜                              | 三重県志摩市               |
| 40   | 6月4日   | 伊勢神宮 〜人はなぜ伊勢を目指す?〜                             | 三重県伊勢市               |
| 41   | 6月11日  | お伊勢参り 〜人はなぜ伊勢を目指す?〜                           | 三重県伊勢市               |
| 42   | 6月18日  | 横須賀 〜なぜ横須賀は要港（ヨーコー）っスカ?〜                 | 神奈川県横須賀市           |
| 43   | 7月2日   | 会津 〜会津人はアイデアマン!?〜                                | 福島県会津若松市           |
| 44   | 7月16日  | 会津磐梯山 〜会津磐梯山は“宝の山”?〜                           | 福島県猪苗代町、北塩原村   |
| 45   | 7月30日  | 新潟 〜新潟は“砂”の町!?〜                                      | 新潟県新潟市               |
| 46   | 9月3日   | 佐渡 〜“黄金の島”佐渡は“キセキの島”!?〜                        | 新潟県佐渡市               |
| 47   | 9月17日  | 高尾山 〜高尾山はナンバーワンの山!?〜                          | 東京都八王子市             |
| 48   | 9月24日  | 広島 〜広島はステキなシティ!?〜                                | 広島県広島市               |
| 49   | 10月1日  | 宮島 〜宮島は“神の島”!?〜                                      | 広島県廿日市市宮島町       |
| 50   | 10月15日 | 富士の樹海 〜日本を支えた?樹海の正体とは!?〜                   | 山梨県富士河口湖町、鳴沢村 |
| 51   | 10月22日 | 樹海の神秘 〜日本を支えた?樹海の正体とは!?〜                   | 山梨県富士河口湖町、鳴沢村 |
| 52   | 10月29日 | 富士山麓 〜富士山最大の玄関口はどうできた?〜                   | 山梨県忍野村、富士吉田市   |
| 53   | 11月5日  | 大阪 〜大阪はなぜ日本一の商都に?〜                             | 大阪府大阪市               |
| 54   | 11月12日 | 大坂城・真田丸スペシャル 〜大坂城はなぜ難攻不落?〜             | 大阪府大阪市               |
| 55   | 11月19日 | 知床 〜世界遺産・知床は“火山”のおかげ!?〜                      | 北海道斜里町、羅臼町       |
| 56   | 12月10日 | 平泉 〜黄金の都・平泉はなぜ栄えた?〜                           | 岩手県平泉町、一関市       |
| 57   | 12月17日 | 東京・目黒 〜目黒は江戸のリゾート!?〜                          | 東京都目黒区及び周辺       |

##### 2017年
| 回数 | 放送日   | タイトル                                                 | 訪問地                                     |
| ---- | -------- | -------------------------------------------------------- | ------------------------------------------ |
| 58   | 1月7日   | 浦安 〜なぜ浦安は“夢と魔法の町”になった?〜               | 千葉県浦安市                               |
| 59   | 1月14日  | さぬきうどん〜なぜ“さぬきうどん”は名物になった?〜        | 香川県中讃地域（丸亀市、宇多津町、綾川町） |
| 60   | 1月21日  | こんぴらさん 〜人はなぜ“こんぴらさん”を目指す?〜         | 香川県琴平町                               |
| 61   | 1月28日  | 水戸 〜水戸黄門はなぜ人気があるのか?〜                   | 茨城県水戸市                               |
| 62   | 2月4日   | 別府温泉 〜別府はなぜ日本一の温泉に?〜                   | 大分県別府市、由布市                       |
| 63   | 2月11日  | 別府 〜巨大温泉都市・別府はどうできた?〜                 | 大分県別府市                               |
| 64   | 2月18日  | 神戸の港 〜神戸はなぜ1300年も良港なのか?〜               | 兵庫県神戸市                               |
| 65   | 2月25日  | 神戸の街 〜神戸はなぜハイカラなのか?〜                   | 兵庫県神戸市                               |
| 66   | 3月4日   | 奄美大島 〜自然をいかした奄美の“宝”とは?〜               | 鹿児島県龍郷町                             |
| 67   | 3月25日  | 奄美の森 〜なぜ奄美は生き物の楽園!?〜                    | 鹿児島県奄美市、龍郷町                     |
| 68   | 4月1日   | 奄美の海 〜なぜ奄美は生き物の楽園!?〜                    | 鹿児島県奄美市、瀬戸内町                   |
| 69   | 4月8日   | 京都・清水寺 〜人はなぜ清水を目指す?〜                   | 京都府京都市                               |
| 70   | 4月15日  | 京都・祇園 〜日本一の花街・祇園はどうできた?〜           | 京都府京都市                               |
| 71   | 4月22日  | 箱根 〜箱根の地獄が極楽を生んだ!?〜                      | 神奈川県箱根町                             |
| 72   | 5月13日  | 箱根関所 〜鉄壁!箱根の関所はなぜ破れない!?〜             | 神奈川県箱根町                             |
| 73   | 5月20日  | 尾道 〜なぜ人は尾道に魅せられるのか?〜                   | 広島県尾道市                               |
| 74   | 6月3日   | 倉敷 〜なぜ美しい町並みが倉敷に?〜                       | 岡山県倉敷市                               |
| 75   | 6月10日  | 名古屋 〜尾張名古屋は家康でもつ?〜                       | 愛知県名古屋市                             |
| 76   | 6月17日  | 名古屋・熱田 〜尾張名古屋は家康でもつ?〜                 | 愛知県名古屋市                             |
| 77   | 7月1日   | 大宮 〜なぜ大宮は鉄道の町になったのか?〜                 | 埼玉県さいたま市                           |
| 78   | 7月8日   | 弘前 〜サムライがつくった弘前の宝とは!?〜                | 青森県弘前市                               |
| 79   | 7月15日  | 秩父 〜秩父はず〜っと日本を盛り上げた!?〜                | 埼玉県秩父市                               |
| 80   | 8月19日  | 夏休みSP 長瀞 〜なぜ長瀞は人々をひきつけるのか??〜       | 埼玉県長瀞町、皆野町、熊谷市               |
| 81   | 9月2日   | 十和田湖・奥入瀬 〜十和田湖はなぜ“神秘の湖”に?〜         | 秋田県小坂町、鹿角市 青森県十和田市        |
| 82   | 9月9日   | 高野山 〜高野山は空海テーマパーク!?〜                    | 和歌山県高野町、九度山町、橋本市           |
| 83   | 9月16日  | 高野山と空海 〜高野山は空海テーマパーク!?〜              | 和歌山県高野町                             |
| 84   | 9月23日  | 高野山の町 〜高野山はなぜ“山上の仏教都市”に?〜           | 和歌山県高野町                             |
| 85   | 9月30日  | 高知 〜高知の町はなぜ龍馬を生んだ?〜                     | 高知県高知市、芸西村                       |
| 86   | 10月7日  | 黒部ダム 〜黒部ダムはなぜ秘境につくられた?〜             | 富山県立山町 長野県大町市                  |
| 87   | 10月14日 | 黒部の奇跡 〜黒部ダムはなぜ秘境につくられた?〜           | 富山県中立山町                             |
| 88   | 10月21日 | 立山 〜北アルプス・立山はなぜ神秘的?〜                   | 富山県中立山町                             |
| 89   | 11月4日  | 洞爺湖 〜なぜ“世界の洞爺湖”になった?〜                   | 北海道洞爺湖町、壮瞥町                     |
| 90   | 11月18日 | ものづくり名古屋 〜名古屋が生んだ“ものづくり日本”とは?〜 | 愛知県名古屋市                             |
| 91   | 11月25日 | 室蘭 〜工業都市・室蘭を生んだ奇跡とは!?〜                | 北海道室蘭市                               |
| 92   | 12月2日  | 岐阜 〜岐阜は信長が夢見た“平和の都”!?〜                  | 岐阜県岐阜市                               |
| 93   | 12月9日  | 彦根 〜なぜ家康は“彦根がイイ”と思った?〜                 | 滋賀県彦根市                               |
| 94   | 12月23日 | 東京・吉祥寺 〜なぜ人は吉祥寺に住みたがるのか?〜         | 東京都武蔵野市、三鷹市                     |

##### 2018年
| 回数 | 放送日   | タイトル                                                    | 訪問地                               |
| ---- | -------- | ----------------------------------------------------------- | ------------------------------------ |
| 95   | 1月13日  | 宝塚 〜なぜ宝塚は“娯楽の殿堂”になった?〜                    | 兵庫県宝塚市                         |
| 96   | 1月20日  | 田園調布 〜田園調布はどう超高級住宅街になった?〜            | 東京都大田区                         |
| 97   | 2月3日   | 有馬温泉 〜有馬温泉♨人気はなぜ冷めない?〜                   | 兵庫県神戸市、西宮市                 |
| 98   | 3月10日  | 鹿児島 〜なぜ鹿児島は明治維新の主役となれた?〜              | 鹿児島県鹿児島市                     |
| 99   | 3月17日  | 薩摩の奇跡 〜なぜ鹿児島は明治維新の主役となれた?〜          | 鹿児島県鹿児島市                     |
| 100  | 3月24日  | 宮崎 〜なぜ宮崎は“南国リゾート”になった?〜                  | 宮崎県宮崎市、日南市                 |
| 101  | 4月21日  | 京都・銀閣寺 〜美しき“ニッポン”の始まりは東山の奥にあり!?〜 | 京都府京都市                         |
| 102  | 4月28日  | 京都・東山 〜美しき“ニッポン”の始まりは東山の奥にあり!?〜   | 京都府京都市                         |
| 103  | 5月5日   | 京都・宇治 〜なぜ宇治は“天下一の茶どころ”になった?〜        | 京都府宇治市                         |
| 104  | 5月12日  | 伊豆 〜どうして越えたい天城越え?〜                          | 静岡県伊豆市                         |
| 105  | 5月19日  | 天城越え 〜どうして越えたい天城越え?〜                      | 静岡県伊豆市、河津町                 |
| 106  | 5月26日  | 萩 〜萩はなぜ世界遺産になった?〜                            | 山口県萩市                           |
| 107  | 6月2日   | 伊豆・下田 〜なぜ下田は“開国の地”になった!?〜               | 静岡県下田市                         |
| 108  | 7月14日  | 関門海峡・下関 〜関門海峡はなぜ“関門”?〜                    | 山口県下関市                         |
| 109  | 7月21日  | 関門海峡・門司 〜関門海峡はなぜ“関門”?〜                    | 福岡県北九州市                       |
| 110  | 9月1日   | 那須 〜なぜ那須は一大リゾートになった?〜                    | 栃木県那須塩原市、那須町             |
| 111  | 9月8日   | 鳥取砂丘 〜なぜ鳥取砂丘は人をひきつける?〜                  | 鳥取県鳥取市                         |
| 112  | 9月22日  | 宇都宮 〜宇都宮は"江戸"に欠かせない町?〜                    | 栃木県宇都宮市                       |
| 113  | 9月29日  | 山形・酒田 〜山形・酒田はなぜ日本の中心!?〜                 | 山形県酒田市                         |
| 114  | 10月6日  | 箱根の温泉 〜箱根はなぜNO.1の温泉に登りつめた?〜            | 神奈川県箱根町                       |
| 115  | 10月13日 | 湘南 〜湘南人気のヒミツは“いとしのヘリ”にあり♪〜            | 神奈川県藤沢市、茅ヶ崎市、大磯町     |
| 116  | 10月20日 | 有田焼 〜なぜ“世界の有田焼”になった?〜                      | 佐賀県有田町                         |
| 117  | 10月27日 | 有田焼、世界へ 〜なぜ“世界の有田焼”になった?〜              | 佐賀県有田町                         |
| 118  | 11月17日 | 富良野・美瑛 〜富良野・美瑛の合言葉 残りモノには福がある〜  | 北海道美瑛町、上富良野町、中富良野町 |
| 119  | 11月24日 | 旭川 〜旭川は"北のトップランナー"!?〜                       | 北海道旭川市                         |
| 120  | 12月8日  | 東尋坊・恐竜 〜東尋坊 恐竜 福井名物はなぜ生まれた?〜        | 福井県坂井市、勝山市                 |
| 121  | 12月15日 | 東京・豊洲 〜TOKYOサポーターは豊洲にやってくる!?〜          | 東京都江東区                         |

##### 2019年
| 回数 | 放送日   | タイトル                                               | 訪問地                                    |
| ---- | -------- | ------------------------------------------------------ | ----------------------------------------- |
| 122  | 1月12日  | ローマ 〜"ローマは1日にしてならず"とは?〜              | イタリア ローマ                           |
| 123  | 1月19日  | 水の街・ローマ 〜ローマは水なしにしてならず!?〜        | イタリア ローマ                           |
| 124  | 2月2日   | 福井 〜福井のルーツは"消えた都市"にあり!?〜            | 福井県福井市                              |
| 125  | 2月9日   | 武蔵小杉 〜人気急上昇!武蔵小杉 発展の秘密とは!?〜      | 神奈川県川崎市、東京都大田区              |
| 126  | 2月16日  | パリ 〜なぜパリは"華の都"になった?〜                   | フランス パリ                             |
| 127  | 2月23日  | パリの美 〜なぜパリは"華の都"になった?〜               | フランス パリ                             |
| 128  | 3月9日   | 阿波踊り 〜阿波踊りはなぜ生まれた?〜                   | 徳島県徳島市、石井町                      |
| 129  | 3月16日  | 鳴門 〜鳴門が四国の玄関口になるとは?〜                 | 徳島県鳴門市                              |
| 130  | 4月13日  | 甲府盆地 〜ミラクル盆地は試練がいっぱい〜              | 山梨県都留市、甲府市、甲州市              |
| 131  | 4月20日  | 熊野 〜なぜ熊野は日本の聖地になった?〜                 | 和歌山県那智勝浦町                        |
| 132  | 4月27日  | 熊野の観光 〜熊野観光の“深〜い”魅力とは?〜             | 和歌山県田辺市、串本町                    |
| 133  | 5月18日  | 大阪ミナミ 〜なぜミナミは日本一のお笑いの街になった?〜 | 大阪府大阪市                              |
| 134  | 5月25日  | 古墳の町・堺 〜巨大古墳は日本の歴史を動かした⁉︎〜       | 大阪府堺市                                |
| 135  | 6月1日   | "ちばらき" 〜"ちばらき"はニッポンの要⁉︎〜               | 茨城県鹿嶋市、潮来市 千葉県佐原市、香取市 |
| 136  | 6月8日   | 銚子 〜銚子はなぜ日本一の漁港になった?〜               | 千葉県銚子市                              |
| 137  | 6月22日  | 東京・白金 〜白金はなぜシロガネーゼの街になった?〜     | 東京都港区                                |
| 138  | 6月29日  | 阿蘇 〜阿蘇は世界一の"お役立ち"火山⁉︎〜                 | 熊本県阿蘇市                              |
| 139  | 7月13日  | 京都・西陣 〜織物の町・西陣はどうできた?〜             | 京都府京都市                              |
| 140  | 7月20日  | 釧路湿原 〜世界に誇る釧路湿原のスゴさとは?〜           | 北海道釧路町、標茶町、鶴居村、弟子屈町    |
| 141  | 7月27日  | 阿寒・摩周 〜“色”とりどりな宝の秘密とは⁉︎〜             | 北海道釧路市、弟子屈町、足寄町            |
| 142  | 9月7日   | 京都御所 〜天皇の住まいはなぜこの場所だった?〜         | 京都府京都市                              |
| 143  | 9月21日  | 比叡山 〜比叡山はなぜ“母なる山”になった?〜             | 滋賀県大津市、京都府京都市                |
| 144  | 9月28日  | 比叡山の修行 〜比叡山はなぜ“母なる山”になった?〜       | 滋賀県大津市                              |
| 145  | 10月5日  | 浅間山 〜江戸時代の大噴火!衝撃の1日に何があった?〜     | 群馬県嬬恋村                              |
| 146  | 11月2日  | 草津温泉 〜最強の湯力とは?〜                           | 群馬県草津町                              |
| 147  | 11月9日  | 秋田 〜掘れば出てくる“秋田の魅力”とは⁉︎〜               | 秋田県大館市、潟上市、仙北市              |
| 148  | 11月16日 | 秋田・男鹿 〜海を渡った⁉︎秋田の魅力とは⁉︎〜              | 秋田県男鹿市、大潟村、秋田市              |
| 149  | 11月30日 | 岡山 〜“岡山といえば桃太郎”なのはナゼ?〜               | 岡山県岡山市、倉敷市、総社市              |
| 150  | 12月7日  | 花巻 〜花巻はなぜ宮沢賢治を生んだ?〜                   | 岩手県花巻市                              |
| 151  | 12月14日 | 姫路城 〜姫路城で江戸城のロケをするのはあり⁉︎〜         | 兵庫県姫路市                              |

##### 2020年
| 回数 | 放送日   | タイトル                                                                         | 訪問地                                                                          |
| ---- | -------- | -------------------------------------------------------------------------------- | ------------------------------------------------------------------------------- |
| 152  | 1月18日  | 浜名湖 〜“ウナギといえば浜名湖”なのはなぜ?〜                                     | 静岡県浜松市、湖西市                                                            |
| 153  | 1月25日  | 浜松 〜なぜ浜松が楽器の町になった♪〜                                             | 静岡県浜松市、掛川市、磐田市                                                    |
| 154  | 2月1日   | 四万十川 〜“最後の清流”に隠された秘密とは⁉︎〜                                     | 高知県四万十市、四万十町                                                        |
| 155  | 2月8日   | 四万十川・源流へ 〜“最後の清流”に隠された秘密とは⁉︎〜                             | 高知県四万十町、津野町                                                          |
| 156  | 2月15日  | 三陸リアス 〜鉄道がつないだ三陸の夢とは?〜                                       | 岩手県大船渡市、釜石市                                                          |
| 157  | 2月22日  | 三陸の鉄道 〜鉄道がつないだ三陸の夢とは?〜                                       | 岩手県釜石市                                                                    |
| 158  | 2月29日  | 伊賀忍者 〜なぜ伊賀は“NINJA”の里になったのか?〜                                  | 三重県伊賀市                                                                    |
| 159  | 3月7日   | 甲賀・信楽 〜歴史は甲賀で動いた⁉︎〜 〜なぜ信楽焼は日本を代表する焼き物になった⁉︎〜 | 滋賀県甲賀市                                                                    |
| 160  | 3月14日  | 島原・天草 〜なぜキリシタンは250年も潜伏できた?〜                                | 熊本県天草市、長崎県島原市                                                      |
| 161  | 4月11日  | 法隆寺 〜なぜ法隆寺は1400年愛され続けるのか?〜                                   | 奈良県斑鳩町、王寺町                                                            |
| 162  | 4月18日  | 奈良・飛鳥 〜なぜ飛鳥は日本の国の礎となったのか?〜                               | 奈良明日香村                                                                    |
| -    | 4月25日  | 水の国・熊本 〜アンコール〜                                                      | #35のアンコール 放送直後に発生した熊本地震から4年が経過した現在の状況も紹介した |
| -    | 5月16日  | 京都・清水寺 〜アンコール〜                                                      | #69のアンコール                                                                 |
| -    | 5月23日  | 富士山スペシャル                                                                 | #19、20、21の内容を再構成                                                       |
| -    | 5月30日  | 黒部ダム スペシャル                                                              | #86、87の内容を再構成                                                           |
| -    | 6月6日   | 釧路湿原 〜アンコール〜                                                          | #140のアンコール                                                                |
| -    | 6月20日  | 福井・一乗谷 〜アンコール〜                                                      | #124のアンコール 同時期に放送中の大河ドラマ『麒麟がくる』と関連付けての放送。   |
| 163  | 7月11日  | 葉山 〜“憧れの葉山”はどうできた?〜                                               | 神奈川県葉山町                                                                  |
| 164  | 7月18日  | 伊豆大島 〜なぜ伊豆大島といえば“アンコ椿”!?〜                                    | 東京都大島町                                                                    |
| -    | 8月29日  | 長崎 〜アンコール〜                                                              | #1のアンコール                                                                  |
| -    | 9月19日  | 熱海 〜アンコール〜                                                              | #27のアンコール                                                                 |
| -    | 10月3日  | 日本の山スペシャル                                                               | #47、88、89の内容を再構成                                                       |
| 165  | 10月10日 | 伊豆大島の火山 〜伊豆大島は世界に誇る火山愛ランド!?〜                            | 東京都大島町                                                                    |
| 166  | 10月17日 | 伊豆大島・山頂へ 〜伊豆大島は世界に誇る火山愛ランド!?〜                          | 東京都大島町                                                                    |
| 167  | 10月31日 | 網走 〜"最果ての地"網走は"理想の地"!?〜                                          | 北海道網走市                                                                    |
| 168  | 11月7日  | サロマ湖 〜"サロマ湖といえばホタテ"なのはなぜ?〜                                 | 北海道北見市、佐呂間町、湧別町                                                  |
| 169  | 11月14日 | 飛騨 〜アゲアゲの飛騨!そのヒミツは?〜                                            | 岐阜県高山市、飛騨市                                                            |
| 170  | 12月5日  | 白川郷 〜白川郷はなぜ美しい?〜                                                   | 岐阜県白川村                                                                    |
| 171  | 12月12日 | 城崎・豊岡 〜"影の主役"は玄武岩?〜                                               | 兵庫県豊岡市                                                                    |

##### 2021年
| 回数 | 放送日   | タイトル                                                       | 訪問地                                                  |
| ---- | -------- | -------------------------------------------------------------- | ------------------------------------------------------- |
| 172  | 1月9日   | 天橋立 〜なぜ人々は天橋立を目指す?〜                           | 京都府宮津市                                            |
| 173  | 1月16日  | しまなみ海道 〜"瀬戸内の覇者"村上海賊はなぜ生まれた?〜         | 愛媛県今治市                                            |
| 174  | 1月23日  | 呉 〜"戦艦大和のふるさと"呉はどうできた?〜                     | 広島県呉市                                              |
| 175  | 2月6日   | ゆふいん 〜“遅咲きの由布院”人気温泉地への道のりとは!?〜        | 大分県由布市                                            |
| 176  | 2月13日  | 進撃の日田 〜“囲まれた世界”の宝とは?〜                         | 大分県日田市                                            |
| -    | 4月3日   | 仙台「杜」と「都」 〜アンコール〜                              | #13の内容を再構成                                       |
| -    | 4月10日  | 東京駅スペシャル 〜変化し続ける東京駅の姿とは?〜               | 2015年7月20日の放送内容の再構成 その後6年間の情報も紹介 |
| -    | 4月17日  | 日本の岩石スペシャル                                           | 過去に放送した内容から岩石に特化した回を再構成          |
| -    | 4月24日  | 埼玉（秩父・長瀞）スペシャル                                   | #79・#80の放送内容を再構成                              |
| 177  | 5月1日   | 埼玉・深谷 〜“近代日本経済の父”はなぜ深谷で生まれた?〜         | 埼玉県深谷市                                            |
| 178  | 5月22日  | 館山 〜房総リゾート・館山はどうできた?〜                       | 千葉県館山市、鋸南町                                    |
| 179  | 5月29日  | 木更津 〜木更津は東京の“マブダチ”!?〜                          | 千葉県木更津市                                          |
| -    | 6月12日  | 伊勢神宮スペシャル                                             | #40・#41の放送内容を再構成                              |
| -    | 6月19日  | 北海道の絶景スペシャル                                         | 過去に放送した内容から北海道の絶景に特化した回を再構成  |
| 180  | 6月26日  | 江戸城 〜江戸城は日本の城の集大成!そして...〜                  | 東京都千代田区、中央区                                  |
| 181  | 7月3日   | 江戸城と東京 〜江戸城は日本の城の集大成!そして...〜            | 東京都千代田区、中央区                                  |
| -    | 7月17日  | 日本の石垣スペシャル 〜加賀百万石の城でわかる石垣の魅力とは?〜 | #4の未公開映像を再構成                                  |
| 182  | 8月21日  | 諏訪 〜なぜ人々は諏訪を目指すのか?〜                           | 長野県諏訪市、茅野市、岡谷市、下諏訪町                  |
| 183  | 9月11日  | 松本 〜国宝・松本城はなぜ愛された?〜                           | 長野県松本市                                            |
| 184  | 9月25日  | 淡路島 〜神はナゼ淡路島を“はじまりの島”にした!?〜              | 兵庫県淡路市                                            |
| 185  | 10月2日  | 淡路島の宝 〜神はナゼ淡路島を“はじまりの島”にした!?〜          | 兵庫県淡路市、南あわじ市                                |
| 186  | 10月9日  | 渋谷 〜なぜ渋谷に人が集まるのか?〜                             | 東京都渋谷区                                            |
| 187  | 10月16日 | NHK 〜放送のお宝から見えてくる歴史と未来とは?〜                | 東京都渋谷区、世田谷区、港区                            |
| 188  | 10月23日 | つくば 〜つくばは“日本の姿”をどう解き明かす?〜                 | 茨城県つくば市                                          |
| -    | 10月30日 | 三英傑（信長・秀吉・家康）スペシャル                           | #53・#54・#75・#92の放送内容を再構成                    |
| 189  | 11月6日  | 江戸の水 〜江戸の水が東京を潤す?〜                             | 東京都墨田区、羽村市、福生市                            |
| 190  | 11月20日 | フォッサマグナ 〜“日本”はどうできた?〜                         | 新潟県糸魚川市                                          |
| 191  | 11月27日 | 糸魚川 〜君は糸魚川の本当のすごさを知っているか?〜             | 新潟県糸魚川市                                          |
| 192  | 12月4日  | 富山 〜富山の“富”はどう生まれた?〜                             | 富山県富山市、射水市                                    |
| 193  | 12月11日 | 南紀白浜 〜“一大リゾート”への道のりとは!?〜                    | 和歌山県白浜町                                          |

##### 2022年
| 回数 | 放送日   | タイトル                                                       | 訪問地                                                                     |
| ---- | -------- | -------------------------------------------------------------- | -------------------------------------------------------------------------- |
| 194  | 1月8日   | 南極 〜なぜ人はわざわざ南極を目指す?〜                         | 最新技術で東京のスタジオに南極を完全再現                                   |
| 195  | 1月15日  | 和歌山 〜和歌山に御三家が置かれた鍵（キー）は?〜               | 和歌山県和歌山市                                                           |
| 196  | 1月22日  | 石垣島 〜サンゴ礁は石垣島をどう育てた?〜                       | 沖縄県石垣市                                                               |
| 197  | 1月29日  | 竹富島 〜竹富島に“生きる”とは?〜                               | 沖縄県竹富町                                                               |
| 198  | 2月26日  | 高松 〜巨大な海城は町をどう発展させた?〜                       | 香川県高松市                                                               |
| 199  | 3月12日  | 小豆島 〜食の宝島!小豆島を生んだアツ〜イ理由とは?〜            | 香川県小豆島町、土庄町                                                     |
| -    | 3月19日  | 日本の温泉スペシャル 〜世界に誇る日本の温泉のスゴさとは?〜     | 過去の放送で訪れた温泉地を探りながら東京都大田区の銭湯から放送             |
| -    | 4月2日   | 日本の構造線スペシャル 〜”構造線”が日本にもたらしたものとは?〜 | 過去に放送した内容から構造線に特化した回を再構成して放送                   |
| 200  | 4月9日   | 大名屋敷 〜大名屋敷は東京に何を残したか〜                      | 東京都千代田区                                                             |
| 201  | 4月16日  | 大名屋敷と東京 〜大名屋敷は東京に何を残したか〜                | 東京都千代田区、中央区、港区、渋谷区                                       |
| -    | 4月23日  | 鉄道スペシャル 〜開業150年!鉄道は日本をどう変えた!?〜          | 東京都港区（旧新橋停車場）、過去に放送した内容から鉄道に特化した回を再構成 |
| 202  | 5月14日  | 東京湾 〜海の玄関口・東京湾 原点は川にあり?〜                  | 東京湾及び隅田川洋上、千葉県富津市                                         |
| 203  | 5月21日  | 横浜・川崎 〜横浜・川崎は東京湾をどう進化させた?〜             | 神奈川県横浜市、川崎市                                                     |
| 204  | 5月28日  | 八王子 〜八王子はなぜデカい?〜                                 | 東京都八王子市                                                             |
| 205  | 6月11日  | 町田 〜なぜ東京・町田は“神奈川県町田市”と間違えられるのか?〜   | 東京都町田市、神奈川県相模原市                                             |
| 206  | 6月18日  | 京都・鴨川 〜川をたどれば京都がわかる!?〜                      | 京都府京都市                                                               |
| 207  | 6月25日  | 京都・大原 〜なぜ大原は“癒やしの里”になった?〜                 | 京都府京都市                                                               |
| 208  | 7月2日   | 伊東 〜伊東を人気温泉地にした“海と山の幸”とは?〜               | 静岡県伊東市                                                               |
| 209  | 7月16日  | 能登半島 〜なぜ能登の風景は人の心を打つのか?〜                 | 石川県輪島市、珠洲市、能登町                                               |
| 210  | 7月23日  | 輪島 〜輪島塗はなぜ日本を代表する伝統工芸になった?〜           | 石川県輪島市                                                               |
| 211  | 8月20日  | 桜島 〜世界有数の活火山になぜ暮らす?〜                         | 鹿児島県鹿児島市                                                           |
| 212  | 8月27日  | 境港・米子 〜思わずゲゲゲ!“鳥取のしっぽ”は不思議だらけ!?〜     | 鳥取県境港市、米子市、日南町                                               |
| 213  | 9月3日   | 石見銀山 〜“世界の石見銀山”そのスゴさとは?〜                   | 島根県大田市                                                               |
| 214  | 9月10日  | 恐山 〜なぜ恐山で死者に会えると思うのか?〜                     | 青森県むつ市                                                               |
| 215  | 9月24日  | 下北半島 〜“まさかり”がもたらした恵みとは?〜                   | 青森県大間町、風間浦村、むつ市、東通村                                     |
| 216  | 10月1日  | 深海 〜なぜ深海に潜るのか?〜                                   | 神奈川県横須賀市（海洋研究開発機構）                                       |
| 217  | 10月8日  | 東京スカイツリー 〜なぜここにスカイツリーは立っている?〜       | 東京都墨田区（東京スカイツリー及び周辺）、東武博物館                       |
| 218  | 10月15日 | 対馬 〜日本史最前線!国境の島が果たした役割とは?〜              | 長崎県対馬市                                                               |
| 219  | 10月22日 | 国境の島・対馬 〜日本史最前線!国境の島が果たした役割とは?〜    | 長崎県対馬市                                                               |
| 220  | 10月29日 | 登別温泉 〜なぜ登別温泉は“いい湯だな”?〜                       | 北海道登別市                                                               |
| 221  | 11月5日  | 苫小牧 〜苫小牧はなぜ日本有数の工業都市になった?〜             | 北海道苫小牧市、千歳市                                                     |
| 222  | 11月12日 | 善光寺 〜善光寺はなぜ多くの人を引きつける?〜                   | 長野県長野市                                                               |
| 223  | 11月26日 | 安曇野 〜安曇野は、ファン多し!〜                               | 長野県安曇野市                                                             |
| 224  | 12月3日  | 静岡 〜家康が愛した駿府ってどんな所?〜                         | 静岡県静岡市                                                               |

##### 2023年
| 回数 | 放送日   | タイトル                                                    | 訪問地                                          |
| ---- | -------- | ----------------------------------------------------------- | ----------------------------------------------- |
| 225  | 1月14日  | 大井川 〜“越すに越されぬ大井川”は何を生んだ?〜              | 静岡県島田市、川根本町                          |
| 226  | 1月21日  | 高千穂 〜神話の里・高千穂はどうできた?〜                    | 宮崎県高千穂町                                  |
| 227  | 1月28日  | 足利 〜足利はときどき天下をとる!?〜                         | 栃木県足利市                                    |
| 228  | 2月11日  | 前橋 〜なぜ前橋は“関東の華”?〜                              | 群馬県前橋市                                    |
| 229  | 2月18日  | 世界の絶景 〜世界の絶景はどうできた?〜                      | 最新技術で東京のスタジオに世界の絶景を完全再現  |
| 230  | 3月18日  | 佐賀 〜佐賀の発展は“水”にあり?〜                            | 佐賀県佐賀市、神埼市                            |
| 231  | 4月1日   | 汐留 〜汐留は江戸東京のフロンティア?〜                      | 東京都港区、中央区                              |
| 232  | 4月22日  | 下北沢 〜なぜ若者は“シモキタ”で夢を見る?〜                  | 東京都世田谷区                                  |
| 233  | 5月13日  | 京都・東寺 〜東寺は京都のシンボル!?〜                       | 京都府京都市                                    |
| 234  | 5月20日  | 京都・山科 〜要衝・山科は何を生んだ?〜                      | 京都府京都市、滋賀県大津市                      |
| 235  | 5月27日  | 屋久島 〜「屋久杉」を知れば「屋久島」が分かる!?〜           | 鹿児島県屋久島町                                |
| 236  | 6月3日   | 種子島 〜種子島は地球のチカラを感じる島!?〜                 | 鹿児島県西之表市、南種子町                      |
| 237  | 6月10日  | 大阪・梅田 〜カオスな梅田はどう生まれた?〜                  | 大阪府大阪市                                    |
| 238  | 6月17日  | 奈良・吉野 〜なぜ桜といえば吉野なのか?〜                    | 奈良県吉野町                                    |
| 239  | 6月24日  | 関ケ原の戦い 〜天下の分け目は地形にあり!?〜                 | 岐阜県関ケ原町                                  |
| 240  | 7月1日   | 木曽三川 〜暴れ川vs.人間 激闘の歴史とは?〜                  | 岐阜県海津市                                    |
| 241  | 7月8日   | 佐野 〜佐野は“ほしいモノ”にあふれてる!?〜                   | 栃木県佐野市                                    |
| 242  | 7月15日  | 埼玉・行田 〜埼玉はじまりの地 行田ってどんな所?〜           | 埼玉県行田市                                    |
| 243  | 7月22日  | 山形 〜山形は何度も生まれ変わる?〜                          | 山形県山形市                                    |
| 244  | 8月19日  | 松島 〜なぜ人は松島に心ひかれる?〜                          | 宮城県東松島市、松島町                          |
| 245  | 9月2日   | 長岡 〜“花火の町”は不死鳥の町!?〜                           | 新潟県長岡市                                    |
| 246  | 9月9日   | 燕三条 〜燕vs.三条 モノづくりの町 発展のカギとは?〜         | 新潟県三条市、燕市、新潟市、弥彦村              |
| 247  | 9月16日  | 北海道・稚内 〜“最北の町”で暮らすとは?〜                    | 北海道稚内市                                    |
| 248  | 9月30日  | 絶景!絶品!利尻島 〜絶景!絶品!利尻島はどうできた?〜          | 北海道利尻富士町、利尻町                        |
| 249  | 10月7日  | 北九州 〜合体メガタウン!北九州市誕生の秘密とは?〜           | 福岡県北九州市、水巻町                          |
| 250  | 10月14日 | 合体都市・北九州 〜合体メガタウン!北九州市誕生の秘密とは?〜 | 福岡県北九州市                                  |
| 251  | 10月21日 | 白の奇跡 秋吉台 〜秋吉台のヒミツは“穴”にあり?〜             | 山口県美祢市                                    |
| 252  | 10月28日 | 美の極み 錦帯橋 〜錦帯橋にはなぜ世界唯一の美しさがある?〜   | 山口県岩国市                                    |
| 253  | 11月4日  | 敦賀 〜すべての道は敦賀に通ず?〜                            | 福井県敦賀市                                    |
| 254  | 11月11日 | 鯖街道・京都へ 〜鯖街道は何を運んだ?〜                      | 福井県小浜市、若狭町 滋賀県高島市、京都府京都市 |
| 255  | 11月18日 | 東京・目白 〜目白ブランドの正体とは?〜                      | 東京都豊島区、文京区、新宿区                    |
| 256  | 12月2日  | 東京・世田谷 〜なぜ人は世田谷に住みたくなる?〜              | 東京都世田谷区                                  |
| 257  | 12月9日  | 四国・宇和島 〜“ギザギザ”は宇和島に何をもたらした?〜        | 愛媛県宇和島市                                  |

##### 2024年
| 回数 | 放送日  | タイトル                                            | 訪問地                 |
| ---- | ------- | --------------------------------------------------- | ---------------------- |
| 258  | 1月13日 | 絶景!黒部峡谷 〜黒部の絶景は電源開発の軌跡にあり?〜 | 富山県黒部市           |
| 259  | 1月20日 | 秘境!黒部峡谷 〜黒部の絶景は電源開発の軌跡にあり?〜 | 富山県黒部市、立山町   |
| 260  | 2月3日  | 鎌倉 〜頼朝は武士の都・鎌倉をどうつくった?〜        | 神奈川県鎌倉市         |
| 261  | 2月10日 | 鎌倉の寺 〜北条氏の寺でわかる!鎌倉幕府の偉業とは〜  | 神奈川県鎌倉市、横浜市 |
| 262  | 3月2日  | 奈良・正倉院 〜なぜ1,300年もお宝を守れた?〜         | 奈良県奈良市           |
| 263  | 3月9日  | 鹿児島・指宿 〜指宿のわっぜぇ火山は歴史を動かす!?〜 | 鹿児島県指宿市         |

#### 第5シリーズ（放送日程）

##### 2025年
| 回数 | 放送日  | タイトル                                                                  | サブタイトル                                               | 訪問地                                  |
| ---- | ------- | ------------------------------------------------------------------------- | ---------------------------------------------------------- | --------------------------------------- |
| 1    | 4月5日  | 憧れのお伊勢参り 〜行けばわかるさ 伊勢路の魅力〜                          | 伊勢神宮への旅・第一夜 巨大鳥居の謎!名物グルメ!三差路!     | 三重県桑名市、四日市市、鈴鹿市          |
| 2    | 4月12日 | 憧れのお伊勢参り 〜行けばわかるさ 伊勢路の魅力〜                          | 伊勢神宮への旅・第二夜 鈴鹿名物グルメ!タモリ大興奮の三差路 | 三重県鈴鹿市                            |
| 3    | 4月19日 | 憧れのお伊勢参り 〜行けばわかるさ 伊勢路の魅力〜                          | 伊勢神宮への旅・第三夜 徳川御三家の巨大港!超絶技巧の土産!  | 三重県鈴鹿市、津市                      |
| 4    | 4月26日 | 憧れのお伊勢参り 〜行けばわかるさ 伊勢路の魅力〜                          | 伊勢神宮への旅・第四夜 江戸を席巻した松阪商人!松阪牛に舌鼓 | 三重県津市、松阪市                      |
| 5    | 5月10日 | 憧れのお伊勢参り 〜行けばわかるさ 伊勢路の魅力〜                          | 伊勢神宮への旅・第五夜 ついにゴールの神宮へ!斎宮・二見浦   | 三重県明和町、伊勢市                    |
| 6    | 5月17日 | 魅惑のリゾート宮古島 〜サンゴのシマの秘密とは?〜                          | 宮古島・絶景バスツアー サンゴと断層の謎!奇跡の岬!宮古馬!   | 沖縄県宮古島市                          |
| 7    | 5月24日 | 魅惑のリゾート宮古島 〜サンゴのシマの秘密とは?〜                          | 宮古島・暮らしの秘密 サンゴの島ならではの洞窟&地下ダムへ!  | 沖縄県宮古島市                          |
| 8    | 5月31日 | 魅惑のリゾート宮古島 〜サンゴのシマの秘密とは?〜                          | 宮古島・悠久の楽園 青く美しい海でウミガメ遭遇!泥の奇祭の謎 | 沖縄県宮古島市                          |
| 9    | 6月7日  | なぜか気になる三軒茶屋 秘密のカギは"3"にあり                              | 東京・三軒茶屋 三茶の発展は江戸の流行が鍵!?三軒の茶屋は今  | 東京都世田谷区                          |
| 10   | 6月14日 | 青山通りはなぜステキ? 〜道のルーツに秘密あり〜                            | 東京・青山通り 江戸の街道がルーツ?皇居から赤坂へ!大名屋敷  | 東京都千代田区、港区                    |
| 11   | 6月21日 | 青山通りはなぜステキ? 〜道のルーツに秘密あり〜                            | 青山通りバスツアー 渋谷発!東京の一等地・赤坂〜表参道を行く | 東京都渋谷区、港区                      |
| 12   | 6月28日 | 粋でいなせな大山詣り ～江戸っ子はなぜ大山へ～                             | 江戸っ子の大山詣り 渋谷発・大流行の参詣旅!百年以上続く宿坊 | 東京都渋谷区、世田谷区 神奈川県伊勢原市 |
| 13   | 7月5日  | 粋でいなせな大山詣り ～江戸っ子はなぜ大山へ～                             | 大山詣り山頂へ 絶景・天空の神社へ!江戸のヒーローなぜ参拝?  | 神奈川県伊勢原市                        |
| 14   | 7月19日 | 幕末の要塞 五稜郭の秘密とは?                                              | 函館・五稜郭 “幕末の要塞”なぜ星形に?新選組土方歳三の最期   | 北海道函館市                            |
| 15   | 7月26日 | 魅力度ナンバーワン! ハイカラな町・函館はどうできた?                       | 魅力度No.1函館の町 なぜハイカラに?人気観光都市のヒミツ     | 北海道函館市                            |
| 16   | 8月2日  | 富士山はなぜ美しい? 人は大噴火とどう向き合った? 富士山はなぜ誕生したのか? | 最新!富士山SP 78分拡大版!人はなぜ富士山が好きなのか?       | 須走口五合目、静岡県小山町              |

### スペシャル版（放送日程）
| 回数 | 放送日  | タイトル                                           | サブタイトル                      | 訪問地                       |
| ---- | ------- | -------------------------------------------------- | --------------------------------- | ---------------------------- |
| 1    | 11月2日 | 東海道“五十七次”の旅 〜行けばわかるさ 徳川の思惑〜 | 第一夜 京都・三条大橋から伏見へ   | 京都府京都市、滋賀県大津市   |
| 2    | 11月3日 | 東海道“五十七次”の旅 〜行けばわかるさ 徳川の思惑〜 | 第二夜 京都競馬場と石清水八幡宮へ | 京都府京都市、八幡市         |
| 3    | 11月4日 | 東海道“五十七次”の旅 〜行けばわかるさ 徳川の思惑〜 | 第三夜 ついにゴールの大阪へ!      | 大阪府大阪市、枚方市、守口市 |

## ミニコーナー
ブラタモ写真館
レギュラー放送「第1シリーズ」から「第3シリーズ」まで放送。収録中にタモリが撮影した何げない1枚の写真を、タモリ独自の目線で面白可笑しく解説するコーナー。タモリが自前のデジタルカメラで撮影した物を、久保田と写真を見て収録現場の内容を振り返ったり、その場所についての秘話を詳しく紹介する。基本的には1回のみだが、拡大放送などの場合は2回挿入されることがある。
英字表記は「"BURATAMO Photograph Collection"」。タモリの顔が画面右側、久保田の顔が画面左側に映っている。中心にタモリが撮った写真が映し出される。
ブラタモふるさとコレクション
レギュラー放送「第4シリーズ」の初期に不定期で放送。訪ねた町のちょっと気になるものを掘り起こすコーナー。略して「ブラコレ」。具体的にはその町の昔の映像や写真等を見て、意見や感想をタモリが述べる。
ブラタモリ おまけ
レギュラー放送「第4シリーズ」の途中から、2017年まで放送。エンディング時、スタッフロール終了後に本編では放送することができなかった内容を、「おまけ映像」として約1分ほど放送する。
ブラタモ実験コーナー
ラスクやカステラなどの食べ物や身近な道具を使って、地質学的な現象を再現するコーナー。アシスタントも積極的に参加して行う。

## 番組使用曲
| 場面                 | 使用期間        | テーマ曲                     | 作詞・作曲・演奏者                   |
| -------------------- | --------------- | ---------------------------- | ------------------------------------ |
| オープニング前BGM    | 第1 - 3シリーズ | 「BLA BLA CHACHACHA」        | コモエスタ八重樫と彼のTPオーケストラ |
| オープニングテーマ曲 | 第1 - 3シリーズ | 「KICK UP」                  | エリック宮城                         |
| オープニングテーマ曲 | 第4シリーズ     | 「女神」                     | 井上陽水                             |
| オープニングテーマ曲 | スペシャル版    | 「ぼくらが旅に出る理由」     | 小沢健二                             |
| オープニングテーマ曲 | 第5シリーズ     | 「ぼくらが旅に出る理由」     | 小沢健二                             |
| エンディングテーマ曲 | 第1 - 3シリーズ | 「MAP」                      | 井上陽水                             |
| エンディングテーマ曲 | 第4シリーズ     | 「瞬き」                     | 井上陽水                             |
| エンディングテーマ曲 | スペシャル版    | 「さよならなんて云えないよ」 | 小沢健二                             |
| ブラタモ写真館       | 第1 - 3シリーズ | 「Dinah（Take2）」           | セロニアス・モンク                   |
| ロケーション転換     | 第4シリーズ     | 「Funk Cha」                 | ポッポコーン（Arling & Cameron）     |
| ロケーション転換     | スペシャル版    | 「Funk Cha」                 | ポッポコーン（Arling & Cameron）     |
| ロケーション転換     | 第5シリーズ     | 「Funk Cha」                 | ポッポコーン（Arling & Cameron）     |
| 次回予告BGM          | 第4シリーズ     | 「LOVE ATTACK」              | Stoned Soul Picnic                   |
| 次回予告BGM          | スペシャル版    | 「ぼくらが旅に出る理由」     | 小沢健二                             |
| 次回予告BGM          | 第5シリーズ     | 「ぼくらが旅に出る理由」     | 小沢健二                             |

## スタッフ
- 制作協力：田辺エージェンシー
- 副音声解説：佐久田脩→園部啓一
- 制作・著作：NHK

### パイロット版（スタッフ）

#### 2008年（スタッフ）
- タイトルCG：鈴木哲
- 撮影：浅野康治郎、井上哲二
- 音声：山田憲義、大谷英夫
- 美術：森本功
- CG制作：花房伸行
- 音響効果：黒田正信
- 編集：行徳美津子
- 取材：林幹雄、牛久保明子
- ディレクター：相部任宏、小林諭
- 制作統括：尾関憲一
- 取材協力：ゼンリン、昭文社、館野允彦、安冨弘樹、原宿表参道櫂会、神宮前地区町会連合会
- 資料提供：明治神宮、山陽堂書店、青山を研究する会、白根記念渋谷区郷土博物館・文学館、東京都下水道局、渋谷区、講談社、毎日新聞社、国際航業

#### 2015年（スタッフ）
（ ）は放送回の担当スタッフを示す
- 撮影：小出寿顕
- 音声：結城久美子、岡田慎一
- 照明：住谷洋介
- 映像技術：北村和也
- 音響効果：海老原正倫
- 編集：行徳美津子
- CG制作：戸枝誠憲
- リサーチャー：牛久保明子
- 取材：良鉄矢
- 構成：井上知幸
- ディレクター：高槁麻緒、山内太郎
- 制作統括：山名啓雄、中村貴志
- 取材協力：京都市上下水道局、新京極商店街振興組合、まいまい京都、京都市メディア支援センター
- 資料提供：京都市考古資料館、真正極楽寺、土木学会土木図書館

### レギュラー版（スタッフ）

#### 第1シリーズ（スタッフ）
（ ）は放送回の担当スタッフを示す
- タイトルCG：鈴木哲（全放送回）
- 再現CG
  - 高羽和行 （第1、5、6、11回）
  - 蒲地高志（第2、7回）
  - 丹羽央幸（第3、15回）
  - 福田将士（第4、8、12回）
  - 野本英慎（第9、10、14回）
  - 齋藤まゆみ（第13回）
- 監修
  - 内尾悟（第6回）
  - 斉藤多喜夫（第10回）
- 技術：中村徹（第3回）
- 撮影
  - 高山直也（第1回）
  - 井ノ口輝憲（第2回）
  - 小早川康（第4回）
  - 吉野耕作（第5、6回）
  - 新井隆（第7、12回）
  - 浅野康治郎（第8回）
  - 高橋剛（第9回）
  - 小出寿顕（第10、14回）
  - 石和田哲郎（第11、13、15回）
- 音声
  - 雄谷元一（第1、2、5、9、12回）
  - 小才和彦（第3、4、7、8回）
  - 小野寺寿之（第6回）
  - 川名貴之（第10、14回）
  - 小平晃央（第11、13、15回）
- 照明
  - 丸山幸雄（第1、2、3、7、12回）
  - 具志堅明（第4回）
  - 岸本廣（第5、6回）
  - 上條信（第8回）
  - 上林栄樹（第9回）
  - 住谷洋介（第10、11、13、14、15回）
- 音響効果
  - 五十嵐浩暢（第1、9、11、12、13回）
  - 海老原正倫（第2、5、6、7、8、10、14、15回）
  - 井貝信太郎（第3回）
  - 神山勉（第4回）
- 編集
  - 行徳美津子（第1、6回）
  - 渦波亜朱佳（第2、7回）
  - 三宮和明（第4、8、12、15回）
  - 中島康（第5、9、13回）
  - 内田雅美（第10回）
  - 竹内由貴（第11回）
  - 田村修成（第14回）
- リサーチャー
  - 牛久保明子（第1、2、3、6、7、9、10、13、15回）
  - 阿部直子（第4、5、8、11、12、14回）
- 取材
  - 林幹雄（第1、2、4、5、7、8、9、13、15回）
  - 河添有祐（第1、2、4、7、9、15回）
  - 山口忠継（第3、10、13回）
  - 竹下健一郎（第5回）
  - 清水駿平（第6、8、12回）
  - 土屋亮太（第11、14回）
- ディレクター
  - 小林諭（第1回）
  - 相部任宏（第2、7回）
  - 小高徹（第3回）
  - 林幹雄（第3、10、11、12、14回）
  - 竹下健一郎（第4、8、15回）
  - 高槁麻緒（第5、9、13回）
  - 石上了子（第6回）
  - 木村歩（第10回）
  - 上山瞬兵（第11回）
  - 河添有祐（第12回）
  - 高橋みちこ（第14回）
- 制作統括：尾関憲一
- 撮影協力：赤坂東急ビル、赤坂金龍
- 地図提供：人文社、ゼンリン、古地図史料出版、国立国会図書館、東京地図研究社、首都大学東京
- 資料提供：講談社、交通博物館、国立国会図書館、斬文会、東京大学史料編纂所、早稲田大学図書館、新宿歴史博物館、東京堂出版、港区立港郷土資料館
- 写真提供：江戸ネット、写真にみる昭和浅草伝、国際航業、建築画報社、電気車研究会、博文館新社

#### 第2シリーズ（スタッフ）
（ ）は放送回の担当スタッフを示す
- タイトルCG：鈴木哲（全放送回）
- 再現CG
  - 野本英慎（第1回）
  - 丹羽央幸（第2、20回）
  - 伊藤一雄（第3回）
  - 高羽和行（第7回）
  - 瀧田梨加（第8回）
  - 野栄栄二（第9回）
  - 蒲地高志（第14回）
  - 齊藤まゆみ（第15回）
  - 小杉文彦（第16回）
  - 後藤洋二（第21回）
  - 井上英昭（第22回）
- 撮影
  - 石和田哲郎（第1、8、12、13、14、16、20、21、22回）
  - 小出寿顕（第2、9、15回）
  - 菊池将和（第3、7回）
- 音声
  - 小平晃央（第1、2、8、9、12、13、15、20、22回）
  - 結城久美子（第1、2、3、8、9、12、13、14、15、20、21、22回）
  - 岡田慎一（第3、14回）
  - 川名貴之（第7、16、21回）
  - 鈴木僚（第16回）
- 照明
  - 住谷洋介（第1、2、3、7、8、9、12、13、14、15、16、20、21、22回）
- 映像技術
  - 北村和也（第1、2、7、8、9、12、13、14、15、16、20、22回）
  - 眞松殻（第3回）
  - 徳久太郎（第21回）
- 音響効果
  - 海老原正倫（第1、2、7、8、9、12、20、22回）
  - 五十嵐浩暢（第3、13、14、16、21回）
  - 井貝信太郎（第15回）
- 編集
  - 中島康（第1、3、8、16、20回）
  - 三宮和明（第2、12、13、15、22回）
  - 竹内由貴（第7、21回）
  - 平沢和孝（第9回）
  - 高橋智子（第14回）
- リサーチャー
  - 牛久保明子（第1、3、7、14、16、20、22回）
  - 平松郁（第2、8、9、15、21回）
- 取材協力：小野田滋（第2回）
- 取材
  - 堀江誠己（第1、2、3、7、8、9、12、13、14、15、16、20、21、22回）
  - 良鉄矢（第1、8、14、20回）
  - 河添有祐（第2、12、15回）
  - 入山直子（第3、7、16回）
  - 長谷川麓（第13、22回）
  - 土屋亮太（第21回）
- ディレクター
  - 高槁麻緒（第1、8、20回）
  - 竹下健一郎（第2、15、22回）
  - 小久保美菜子（第3、16回）
  - 上原茂徳（第7回）
  - 木村歩（第9、12、13回）
  - 石上了子（第14回）
  - 上山瞬兵（第21回）
- 制作統括：尾関憲一
- 撮影・取材協力：東京都新宿区、東京都水道歴史館、東京都水道局、東京都下水道局、内藤町まちづくり推進協議会、日本ナショナルトラスト、東京都公園協会、UR都市機構、めじろ歴史資料館、東京都公園協会、大谷美術館、東京メトロ、東急電鉄、渋谷センター商店街復興組合、渋谷公園通商店街復興組合、東京スリバチ学会、環境省、新宿御苑、のんべい横丁、田代博
- 地図提供：人文社、ゼンリン、古地図史料出版、国立国会図書館、東京地図研究社、首都大学東京、公和印刷、昭文社
- 資料提供：講談社、交通博物館、国立国会図書館、新宿歴史博物館、新宿区教育委員会、河出書房新社、大阪城天守閣、毎日新聞社、日経映像、東京都江戸博物館、神奈川県立歴史博物館、影山智洋、岐阜県図書館、国立歴史民俗博物館、国土地理院、日映企画、日映美術、テイチクエンタテインメント、JTBパブリッシング
- 写真提供：国際航業、白ネ記念渋谷図郷土博物館・文学館、鹿島、秋田犬保存会

#### 第3シリーズ（スタッフ）
（ ）は放送回の担当スタッフを示す
- タイトルCG：鈴木哲（全放送回）
- 再現CG
  - 丹羽央幸（第1、2、3、4、8、9、16、17、19回）
  - 小杉文彦（第4、6、7、17、18回）
  - 高羽和行（第5回）
  - 野本英慎（第5、6、10、11、13、14、15回）
  - 後藤洋二（第12回）
- 撮影
  - 小出寿顕（第1、2、3、4、5、6、7、8、9、10、11、13、16、17、19回）
  - 石和田哲郎（第12回）
  - 菊池将和（第14、15、18回）
- 音声
  - 結城久美子（第1、2、3、4、5、6、8、9、10、11、12、13、14、15、16、17、18、19回）
  - 岡田慎一（第1、2、10、11、13、19回）
  - 小平晃央（第3、4、5、6、8、9、14、15、16、17、18回）
  - 川名貴之（第7、12回）
  - 鈴木僚（第7回）
- 照明
  - 住谷洋介（第1、2、3、4、5、6、7、8、9、10、11、12、13、14、15、16、17、18、19回）
- 映像技術
  - 北村和也（第1、2、5、6、7、8、9、10、11、13、14、15、18、19回）
  - 杉澤賢太郎（第3、4、16、17回）
  - 徳久太郎（第12回）
- 音響効果
  - 海老原正倫（第1、2、5、6、8、10、13、14、18回）
  - 五十嵐浩暢（第3、4、5、7、9、11、12、15、16、17、19回）
- 編集
  - 中島康（第1、2、7、8、9、10、11、19回）
  - 竹内由貴（第3、4、12、16、17回）
  - 平沢和孝（第5、6回）
  - 三宮和明（第13、14、15回）
  - 行徳美津子（第18回）
- リサーチャー
  - 牛久保明子（第1、2、5、6、7、8、9、10、11、13、19回）
  - 平松郁（第3、4、12、14、15、16、17、18回）
- 取材
  - 野村研二（第1、2、3、4、5、6、7、8、9、10、11、13、14、15、16、17、18、19回）
  - 良鉄矢（第1、2、8、9、14、15、16、17、19回）
  - 土屋亮太（第3、4、12回）
  - 入山直子（第5、6、7、10、11、18回）
  - 堀江誠己（第12回）
  - 河添有祐（第13、17回）
- ディレクター
  - 高槁麻緒（第1、2、8、9、19回）
  - 竹下健一郎（第3回）
  - 上山瞬兵（第3、4、12、16、17回）
  - 上原茂徳（第5、6回）
  - 小久保美葉子（第7、10、11、18回）
  - 中山雅之（第13回）
  - 羽村玄（第14、15回）
- 制作統括：尾関憲一
- 撮影提供：中野区役所、中野サンモール商店街復興組合、特定非営利活動法人日本救助犬協会、恩賜上野動物園、寒松院、日本相撲協会、江東区役所、東京製粉
- 地図協力：人文社、昭文社、東京地図研究社、国土交通省 荒川上流河川事務所、古地図史料出版、ゼンリン、朝日新聞社
- 取材協力：中野区立歴史民俗資料館、国土交通省、荒川下流河川事務所、彦根市観光振興課、東京都江戸東京博物館、墨田区立緑図書館、東日本橋やげん堀商店会、野口恵一郎、奥浅草観光まちづくり協会、松竹衣裳、藤浪小道具、北かつら、床山 寿々芽屋、顔師 岡田、吉原神社、吉原地区七々町町会、浅草防犯健全協力会、よし原 鷹福、台東区フィルム・コミッション、松木伸也、鈴木健人、深沢但、すみだ郷土文化資料館、網中貞男、日本測量協会、日本不動産研究所、歌舞伎町商店街振興組合、土木学会附属土木図書館、佃一丁目町会、NPO法人 神田学会、中央区立郷土天文館、神田多町二丁目町会の皆様、神田浩、飯野亮一、永山久夫
- 資料提供：国立国会図書館、東京都公文書館、三郷市教育委員会、千代田英隆、公益財団法人、東京動物園協会、葛飾区郷土と天文の博物館、大成建設、鹿島、アニドウ・フィルム、日映企画、日映美術、新宿区、千代田区立日比谷図書文化館、千代田区立四番町歴史民俗資料館、千代田区広報広聴課、北原糸子、上智大学、テイチクエンタテインメント、JTBパブリッシング、早稲田大学図書館、千葉市美術館、川崎・砂子の里資料館、武蔵国分寺跡資料館、小川瞳、奈良市役所広報公聴課、東京地図研究社、国分寺市、国分寺市教育委員会ふるさと文化財課、JR東海、土木学会土木図書館、三宅俊彦、雑花園文庫、世田谷区立郷土資料館、墨田区立図書館、江東区中川船番所資料館、志演尊空神社、新宿歴史博物館、高松正雄、明治神宮外苑編纂室、今泉宜子、山口輝臣、豊島区立郷土資料館、東口本宮富士浅間神社 御鎮座千二百年記念資料館、白根記念 渋谷区郷土資料館・博物館、大阪城天守閣、太田記念美術館、関西大学図書館、千代田区教育委員会、東京都中央卸売市場、山口県立萩美術館・海上記念館、味の素食の文化センター、大野斎英
- 撮影協力：肉の万世、日本車輌製造、千代田区、法政大学 森田喬研究室、明石敬史、紀尾井町町会、セントラルプラザ、国分寺、国分寺市教育委員会ふるさと文化財課、国分寺市観光協会、日立製作所中央研究所、鉄道総合技術研究所、日本芸術高等学校、鉄道総合研究所、国分寺市 ひかりプラザ、墨田区立第二寺島小学校、東京都立園芸高等学校、深澤神社、東京都公園協会／向島百花園、日本郵便、富岡八幡宮、江東区役所、イシマビル、フジテレビ、スタジオアルタ、京王電鉄、すずや、京王プラザ、新宿地域冷暖房センター、日本信号、東京都、外苑デンタルクリニック、Royal Garden Cafe、セイコーステラ

#### 第4シリーズ（スタッフ）
（ ）は放送回の担当スタッフを示す
- 映像デザイン
  - 山口高志（第1、2、3、4、5、6、7、8、9、10、11、12、13、東京駅SP、14、15、16、18、21、24回）
  - 岩崎敦（第17、19、23、25回）
  - 石川一糸（第20、22、26回）
- CG制作
  - 戸枝誠憲（第1、2、5、6、11、東京駅SP、17、18、19、20、23、25、26回）
  - 由水桂（第3、4回）
  - 大谷太郎（第7回）
  - 渡邉竜実（第8、12、13、16、24回）
  - 蒲地高志（第9回）
  - 水留健吾（第10、14、15回）
  - 永田明日香（第21、22回）
- 写真
  - 山田大輔（第1、2、3、4、5、6、7、8、10、11、12、13、東京駅SP、14、15、16、17、18、19、20、21、22、23、24、25、26回）
  - 高橋定敬（第9回）
- 撮影
  - 小嶋一行（第1、2、3回）
  - 小出寿顕（第4、7、8、9、12、13、東京駅SP、16、17、18、24回）
  - 沙魚川大介（第5、6回）
  - 菊池将和（第10、11、14、15、19、20、22、23、25、26回）
  - 齊藤文彦（第21回）
- 音声
  - 小才和彦（第1、2回）
  - 結城久美子（第1、2、10、11回）
  - 横山圭介（第3、4、12、13、17、18、19、20、21、22、25、26回）
  - 小平晃央（第3、4、14、15、19、20、21、22、23回）
  - 椎名寛之（第5、6回）
  - 平間洋子（第5、6、23回）
  - 岡田慎一（第7、8、9、12、13、東京駅SP、16、17、18、24回）
  - 小松勇樹（第7、8、14、15回）
  - 平間洋子（第9、東京駅SP、16、24回）
  - 川名貴之（第10、11、25、26回）
- 照明
  - 新井豊（第1、2回）
  - 住谷洋介（第3、4、7、8、9、10、11、12、13、東京駅SP、14、15、16、17、18、19、20、21、22、23、25、26回）
  - 河合清志（第5、6回）
  - 森山剛伸（第24回）
- 映像技術
  - 徳久大郎（第1、4、6、11、12、東京駅SP、22回）
  - 島根幸宏（第2、3、5、8、18、23、25回）
  - 杉澤賢太郎（第7、9、10、14、24、26回）
  - 小林歩夢（第13、15、20回）
  - 山田高央（第16回）
  - 森田留偉（第17回）
  - 野村聖史（第19、21回）
- 音響効果：海老原正倫（第1回 - ）
- 編集
  - 遠藤晃弘（第1、東京駅SP回）
  - 斉藤真弓（第2回）
  - 渡辺政男（第3回）
  - 中嶋辰郎（第4、10、17、26回）
  - 行徳美津子（第5、15、16、21、25回）
  - 三宮和明（第6回）
  - 増村晶（第7、14回）
  - 多田豊（第8回）
  - 竹内由貴（第9回）
  - 坂東達也（第11、18回）
  - 沖田恵（第12、23回）
  - 大川義弘（第13、24回）
  - 横山利広（第19、20回）
  - 市川労徳（第22回）
- 構成
  - 武田浩（第1、2、5、6、10、11、東京駅SP、14、15、17、18、22、23回）
  - 関秀章（第3、4、7、8、9、12、13、16、19、20、21、24、25、26回）
- リサーチャー
  - 牛久保明子（第1、2、7、8、12、13、東京駅SP、16、24、25、26回）
  - 稲葉智絵（第3、4、9、14、15、22、23回）
  - 阿部直子（第5、6、10、11、17、18、19、20、21回）
- 取材
  - 佐々木知範（第1、2、10、23回）
  - 郡司真理（第1、2、10、11、22、23回）
  - 三原直（第3、12、25回）
  - 尾下滋夫（第3、4回）
  - 山内太郎（第4、13回）
  - 浜崎智史（第5、18回）
  - 山口忠継（第5、6、12回）
  - 冨田百合子（第6、14回）
  - 小山圭介（第7回）
  - 川野智子（第7、8回）
  - 斉藤勇城（第8回）
  - 池田真実（第9回）
  - 良鉄矢（第11、22回）
  - 泉田信行（第13、24回）
  - 三ツ木仁美（東京駅SP）
  - 渡辺修（東京駅SP）
  - 浅野貴之（第14、15回）
  - 河添有祐（第15回）
  - 川上葵（第16回）
  - 宮本岳彦（第17回）
  - 梅澤勝（第17、18回）
  - 堀村悠紀（第19、20回）
  - 川野智子（第19、20、21、25、26回）
  - 井川陽子（第21回）
  - 小山将太郎（第24回）
  - 土屋亮太（第26回）
- ディレクター
  - 森崎章子（第1回、東京駅SP）
  - 佐々木知範（第2、11、22回）
  - 山内太郎（第3、12回）
  - 三原直（第4、13、26回）
  - 冨田百合子（第5、15回）
  - 浜崎智史（第6、17回）
  - 斉藤勇城（第7回）
  - 小山圭介（第8回）
  - 高橋みちこ（第9回）
  - 良鉄矢（第10、23回）
  - 河添有祐（第14、24回）
  - 山口忠継（第16回）
  - 宮本岳彦（第18回）
  - 井川陽子（第19、20回）
  - 堀村悠紀（第21回）
  - 土屋亮太（第25回）
- プロデューサー
  - 石原謙一郎（第1、4、6、7、9、11、13、15、17、21、24、26回）
  - 垣東大介（第2、3、5、8、10、12、東京駅SP、14、16、18、19、22、25回）
  - 山内太郎（第20、23回）
- 制作統括：山名啓雄・中村貴志（共に第1回 - ）

### スペシャル版（スタッフ）
（ ）は放送回の担当スタッフを示す
- 映像デザイン
  - 鈴木莉紗（第1夜）
  - 牛嶋李紗（第2夜）
  - 石川一糸（第3夜）
- CG制作
  - 蒲地高志（第1夜）
  - 長尾美知子（第2夜）
  - 水留健吾（第3夜）
- 写真：山田大輔
- 撮影：小出寿顕
- 照明：住谷洋介（第1･2夜）
- 音声
  - 小平晃央（第1･2夜）
  - 藤原孝智（第1･3夜）
- 映像技術：小池佑紀（第1･3夜）
- 音響効果：海老原正倫
- 編集
  - 遠藤晃弘（第1夜）
  - 沖田恵（第2夜）
  - 内山野花（第3夜）
- 構成：武田浩
- リサーチャー
  - 牛久保明子（第1･3夜）
  - 阿部直子（第2夜）
- 取材
  - 久保田蒼生・高野秋穂（第1夜）
  - 森田雄大（第2夜）
  - 妹尾優香（第3夜）
- ディレクター
  - 夏目裕人（第1夜）
  - 西田万里（第2夜）
  - 郡司真理（第3夜）
- プロデューサー：石原謙一郎（第1夜）
- 制作統括
  - 吉田光志（第1･2夜）
  - 森崎章子（第1･3夜）

## 特別番組
- ラジオでブラタモリ（ラジオ第1、2010年9月20日、22:15 - 23:00）

第1シリーズ第11回「浅草編」（2010年1月21日放送）を基に、NHKラジオ第1で放送された特別番組。
視覚的な情報を補足する最低限度のナレーションと未公開トークを織り交ぜて放送した。
テレビで放送されたエピソードの音源、ナレーション（戸田恵子）もそのまま放送されたが、戸田のナレーション以外に補足説明のナレーション（解説放送的なもの）を、元NHKアナウンサーの加賀美幸子が担当した。
加賀美は、タモリのNHKでの初レギュラー番組『ばらえてい テレビファソラシド』で司会・進行役を担当していた。
- ブラタモリスペシャル 渋谷編 超拡大版（2011年8月11日、19:30 - 20:43）

第2シリーズ第19回（最終回）「渋谷編」（2011年3月31日放送）に、未公開シーンを加えたものが「夏休みスペシャル版」として、ゴールデンタイムで初放送された。
2011年10月20日 1:10 - 2:26に再放送。
- ブラタモリスペシャル 江戸城外堀編 超拡大版（2011年12月22日、22:00 - 23:13）

第2シリーズ第13回「江戸城外堀編」（2011年2月3日放送）に、未公開映像を加え25分間延長して放送。
- ブラタモリスペシャル 神宮外苑（2012年3月29日、22:00 - 23:13）

第3シリーズ第18回「明治神宮外苑編」は、番組を通常より25分間延長して放送された。
- ブラタモリスペシャル 江戸の食（2012年4月5日 22:00 - 23:13）

第3シリーズ第19回「江戸の食編」は、番組を通常より25分間延長して放送された。
- ブラタモリスペシャル 京都 完全版（2015年3月27日、22:00 - 23:08）

第4シリーズのパイロット版「京都編」（2015年1月6日放送）に、未公開映像を加え25分間延長したスペシャル版。
2015年4月11日 15:05 - 16:13に再放送。
- 『鶴瓶の家族に乾杯』合体スペシャル

2016年より年1回、正月に放送されている特別番組。ただし2024年以降は、単にタモリと鶴瓶が共演するだけで、両番組の要素はなくなっている。
- ブラタモリ×鶴瓶の家族に乾杯 真田丸スペシャル（2016年1月2日、19:30 - 20:43）

『鶴瓶の家族に乾杯』と初のコラボ。2016年放送の大河ドラマ『真田丸』の舞台である長野県上田市を、タモリと笑福亭鶴瓶、そして『真田丸』の主演・真田信繁役の堺雅人が訪れ、タモリは歴史と地形にこだわった旅、鶴瓶は土地柄や人柄にこだわった旅をそれぞれ行った。
2016年1月9日 15:05 - 16:18に再放送。
- ブラタモリ×鶴瓶の家族に乾杯 初詣スペシャル 〜成田山新勝寺〜（2017年1月2日、19:30 - 20:43）

『鶴瓶の家族に乾杯』とのコラボ第2弾。成田山新勝寺とその周辺を訪れた。
2017年2月4日 15:05 - 16:20に再放送。
2022年1月2日 10:05 - 11:20に再放送。
- ブラタモリ×鶴瓶の家族に乾杯 2018初夢スペシャル（2018年1月2日、19:30 - 20:49）

『鶴瓶の家族に乾杯』とのコラボ第3弾。この回のテーマは「初夢」で、静岡県の三保松原と久能山東照宮を訪れ「一富士、二鷹、三茄子」のルーツを紹介した。
- ブラタモリ×鶴瓶の家族に乾杯 新春スペシャル 〜太宰府天満宮〜（2019年1月2日、19:20 - 20:48）

『鶴瓶の家族に乾杯』とのコラボ第4弾。太宰府天満宮とその周辺（大宰府・水城）を訪れた。
2019年1月7日 0:40 - 2:08に再放送。
2022年1月2日 8:30 - 10:00に再放送。
- ブラタモリ×鶴瓶の家族に乾杯 新春!沖縄スペシャル（2020年1月1日、19:20 - 20:48）

『鶴瓶の家族に乾杯』とのコラボ第5弾。沖縄県浦添市、南城市および、久高島を訪れた。
2020年1月4日 16:30 - 17:58に再放送。
- ブラタモリ×鶴瓶の家族に乾杯 新春スペシャル2021 〜ブラつけないタモリと乾杯できない鶴瓶〜（2021年1月3日、22:00 - 23:00）

『鶴瓶の家族に乾杯』とのコラボ第6弾。ロケは行わず、「大変だけど、よかったこと」をテーマにトークを行った。過去のロケでタモリ及び鶴瓶に会った人のほか、あいみょん、吉沢亮、山中伸弥がゲスト出演した。
2021年2月14日 15:55 - 16:55に再放送。
- ブラタモリ×鶴瓶の家族に乾杯 新春スペシャル2022 〜NHKをブラブラ乾杯〜（2022年1月2日、22:00 - 23:00）

『鶴瓶の家族に乾杯』とのコラボ第7弾。
- ブラタモリ×鶴瓶の家族に乾杯 新春スペシャル2023 〜江ノ島参りをブラブラ乾杯〜（2023年1月1日、19:20 - 20:48）

『鶴瓶の家族に乾杯』とのコラボ第8弾。
- タモリと鶴瓶のテレビDEお正月 2024（2024年1月6日、8:15 - 9:17）

ゲストにあいみょんを迎え、正月のテレビ欄を題材に、懐かしの正月番組などについてトーク。タモリ出演のお宝番組などが紹介された。
- タモリと鶴瓶の新春!初しゃべり会（2025年1月3日、21:00 - 21:59）

番組前半は、内村光良を交えた3人でのトークを行った。

## 備考

### パイロット版（備考）

#### 2008年（備考）
- パイロット放送版の初回放送日は、当初2008年11月23日の0:10 - 0:53を予定していたが、放送当日に埼玉県で発生した元厚生事務次官宅連続襲撃事件関連の報道特別番組に差し替えられ、同年12月14日の同時間帯に振り替えとなった。
- またレギュラー放送第1回に先駆け、パイロット版も2009年9月25日の0:10 - 0:53にて再放送が予定されていたが、日米首脳会談の放送のために0:53 - 1:38へ急遽変更された。
- 2008年12月30日には、海外向けの『NHKワールド・プレミアム』でもパイロット放送版が、12:15 - 12:58に放送された。

#### 2015年（備考）
- 2014年12月29日の21:00 - 22:30に放送された正月特別番組『国民総参加クイズSHOW!』にて、スペシャルクイズ出題者としてタモリがVTR出演をした。その際、京都に関するクイズ出題と番組の見所について紹介した。
- 2015年1月6日の20:00 - 20:43に「京都」の正月スペシャル（パイロット版）が放送、4月からのレギュラー放送復活に先駆け、2015年1月3日の午前中にレギュラー放送・第2シリーズの「築地」・「三田・麻布 完全版」・「丸の内」・「渋谷」の4本が集中再放送（新春アンコール放送）された。

### レギュラー版（備考）

#### 第1シリーズ（備考）
- 2009年11月1日 - 30日までの1カ月間、関東地方の鉄道路線において、番組特製ステッカーが車両片側6つの扉の窓の上部に期間限定で貼り出されていた。車両に張り出された路線はJR総武線各駅停車普通E231系、京浜東北線209系、山手線、埼京線、横浜線などで展開されていた。
- レギュラー放送第1回のNHK総合テレビジョンでの再放送は、台風18号上陸関連報道番組のため放送休止された（BS2は当初から特別番組のため再放送予定なし）。
- NHK総合テレビジョンで、毎週木曜日に再放送されていたが、2009年11月17日・24日再放送分は大相撲平成21年11月場所（九州場所）が生放送されるため放送休止された。
- また、2010年2月4日再放送分は、国会中継（第174回国会・参議院決算委員会 平成20年度決算等全般質疑[28][29]）のため放送中止。
- 2010年2月4日放送分は、民主党小沢一郎幹事長（当時）の政治資金規正法違反容疑事件での不起訴と、横綱の朝青龍現役引退の報道により『ニュースウオッチ9』の放送時間が10分間延長されたため、本番組も22:10 - 22:53に繰り下げられた。
- 2010年1月26日、博報堂DYメディアパートナーズは本番組と共同開発し、連動を開始したiPhoneアプリケーションである「ブラアプリ」をApp Storeで無料配信した[30]（2010年3月末で配信終了[31]）。
- 2010年3月11日放送分（最終回）では、新聞のテレビ欄やNHK公式サイトの番組表では最終回表示がされず、以降のシリーズでも同様の扱いが踏襲されている。

#### 第2シリーズ（備考）
- 放送開始に先立ち、2010年9月20日にNHKラジオ第1にて、『ラジオでブラタモリ』が放送された（詳細についてはこちらを参照）。
- 2010年10月21日放送分は、鹿児島県奄美大島の記録的豪雨被害（奄美豪雨）に関する報道により、『ニュースウオッチ9』の放送時間が15分間延長されたため、本番組も22:15 - 23:03に繰り下げとなった。
- 2011年2月23日放送の再放送は、1:28 - 2:16に放送時間が繰り上げされた。
- 2011年3月17日放送予定だった第2シリーズ最終回は、3月11日の東日本大震災（東北地方太平洋沖地震）及び東京電力・福島第一原発での事故発生に伴う特別報道体制により放送中止、3月31日放送となった。当日も『ニュースウオッチ9』が地震関連のニュースで20分延長されたこと、本番組が1分間拡大（49分）の放送となったことから、放送時間は22:20 - 23:09に変更された。
- 同様に、震災特別報道体制により中止された、3月15日放送予定であった東京タワーの回の再放送分は、2011年6月8日の0:15 - 1:03に『ブラタモリ・アンコール』として再放送された。
- 2011年7月24日に地上アナログ放送が停波することにより、2010年7月5日から地上デジタル放送への完全移行を前提に、アナログ放送の全番組が画角16:9のレターボックス放送に移行するため、2010年10月7日放送の「第2シリーズ」より本番組もアナログ放送ではレターボックスで放送していた。
- 2011年8月11日には、渋谷の回に未公開シーンを加えた再編集版『ブラタモリ・スペシャル（渋谷編 超拡大版）』が、19:30 - 20:43にて再放送された。
- 第2シリーズより、携帯電話からも本番組公式サイトにアクセスすることが可能になった。
- 放送期間中の2010年10月17日 - 11月7日にかけて、朝日新聞の日曜版のラテ欄に掲載されている「TVダイアリー」に4週連続で、本番組のプロデューサー（制作統括）を担当している尾関憲一による、本番組の制作内容の舞台裏などのコラムが特集された。

#### 第3シリーズ（備考）
- 放送開始に先駆け、レギュラー放送・第2シリーズで放送された、2010年10月20日放送分「新宿〜水道編〜」・10月27日放送分「鷹狩り編」・11月3日放送分「横浜〜港湾編〜」の合計3本の未公開シーンを加えたアンコール放送が行われた。

#### 第4シリーズ（備考）
- 2015年度は毎週日曜 13:05 - 13:50に再放送された[※ 43]。
- 2015年5月31日の再放送は、関西地区のみ、2日前に発生した口永良部島噴火により中止された関西ローカルの特別番組を急遽放送することになったため中止され、6月12日に再放送された。
- 2015年9月12日放送分は、鬼怒川の堤防決壊による浸水などに関連した『NHKスペシャル 緊急報告 列島大水害』の放送に伴い、9月19日放送となった。
- 2016年1月2日の7:20 - 11:54（途中ニュースを挟む）にレギュラー放送・第4シリーズの「#1 長崎」・「#4 金沢の美」・「#8 函館の夜景」・「#15 出雲」・「#21 富士山頂」の5本が集中再放送（新春アンコール放送）された。
- 2016・2017年度は毎週水曜 1:00 - 1:45（火曜深夜）に再放送された。
- 2016年4月16日放送分は平成28年熊本地震に関連した『NHKスペシャル 緊急報告 熊本地震「震度7 活断層の脅威」』を放送したため、4月30日放送となった。この地震に伴い、発生直前に放送された「#34 熊本城」・「#35 熊本」は当初再放送が見送られており、#34のみ視聴者からの要望により7月20日（19日深夜）、そして10月14日（13日深夜、熊本地震6カ月の報道の一環）にそれぞれ再放送された。#35も2020年4月25日に、4年越しとなる再放送が実現した。
- 2017年1月2日の7:20 - 11:45（途中、別番組を挟む）にレギュラー放送・第4シリーズの「#36 京都・嵐山」・「伊勢神宮SP」・「#38 横浜」・「#44 会津磐梯山」・「#48 広島」の5本が集中再放送（新春アンコール放送）された。「伊勢神宮SP」は「#40 伊勢神宮」・「#41 お伊勢参り」を69分番組に再編集したもので、この形式では初回放送。
- 2018年1月2日の8:30 - 11:45（途中、別番組を挟む）にレギュラー放送・第4シリーズの「#21 富士山頂」・「#60 こんぴらさん」・「#70 京都・祇園」・「#71 箱根」の4本が集中再放送（新春アンコール放送）された。
- 2018年度は毎週火曜 23:55 - 0:40に再放送された。
- 2018年7月7日放送分は、平成30年7月豪雨に関連した『ニュース7』放送時間延長のため中止。翌週の7月14日放送となった。
- 2019年1月2日の8:55 - 11:45（途中、別番組を挟む）にレギュラー放送・第4シリーズの「#100 宮崎」・「#103 京都・宇治」・「#114 箱根の温泉」の3本が集中再放送（新春アンコール放送）された。
- 2019年1月26日放送分は、『全豪オープンテニス・女子シングルス決勝 大坂なおみ×クビトバ』の放送時間延長のため中止。翌週の2月2日放送となった。
- 2019年度は毎週火曜 23:50 - 0:35に再放送された。
- 2019年3月9日放送の「#128 阿波踊り〜阿波踊りはなぜ生まれた?〜」で47都道府県制覇を果たした[32]。
- 2019年12月30日の0:45 - 3:45にレギュラー放送・第4シリーズの「#145 浅間山」・「#137 東京・白金」・「#143 比叡山」・「#144 比叡山の修行」の4本が集中再放送された。
- 2019年12月7日放送「花巻」編でタモリの発言で「筑肥線」と言ったがテロップが「筑紫線」と表示してしまい、釜石線のルートを間違ったルートで紹介してしまったことを、後にホームページ上で謝罪した。
- 2019年12月16日に沖縄地区で「那覇・首里」編が再放送された。
- 2020年度は毎週火曜 23:45 - 0:30に再放送のほか、月に一度（4月と5月は第1週、6月は第2週、7月から10月にかけては第4週、11月と2021年2月[※ 44]は第3週、2021年1月は第5週）本番組と同時間帯に、『たけしのその時カメラは回っていた』が放送された（2021年度より水曜 19:30 - 20:15に移動）。
- 2021年3月20日放送分は、宮城県沖地震発生に伴う非常態勢により中止。同年6月12日放送となった。
- 2021年度は毎週火曜 23:40 - 0:25（秋以降は23:35 - 0:20）に再放送されたが、新型コロナウイルスによる混乱の影響で、「ブラタモリ・セレクション」として過去の回がランダムに再放送されるようになり（次回放送される新作の場所に近いテーマが再放送されることが多い）、土曜日に本放送された新作が必ずしも火曜日に再放送されなくなった（直近の回が再放送された場合も、過去の回からのセレクションという扱いになっており、画面に初回放送日が表示される）。
- 2022年度も「ブラタモリ・セレクション」は継続されるが、放送時間は毎週木曜 23:50 - 0:35（日により前後する）に変更されている。
- 2022年12月10日放送分は、第210回国会の閉会に伴う内閣総理大臣・岸田文雄の会期末会見のため[33]、放送法4条の規定により中止。2023年1月14日放送分に延期された[34][35]。

#### 第5シリーズ（備考）
- 2025年度はレギュラーの再放送枠は設けられなかった。
- 2025年5月6日の8:15 - 9:15にレギュラー放送・第5シリーズの「伊勢神宮の旅」第一夜～第四夜を集中再放送した。

### エピソード
- 番組内にて探し歩く場所は、第3シリーズまでは原則として東京都内に限定されており、唯一都外を舞台とした回も横浜と、東京から程近い場所が選ばれている。これは前述の通り、司会を務めるタモリのスケジュールの関係によるもので、『森田一義アワー 笑っていいとも!』終了後にスタートした第4シリーズからは、タモリのスケジュールに余裕が生じたこともあり、地方ロケも行われている[36]。
- 本番組の番組専用公式ウェブサイトでは、久保田が毎回コメントを寄せていた「ブラクボタ」において、毎回のロケ（収録）の様子や収録秘話、タモリの名言や言葉、会話などを紹介している。
- タモリがNHK総合の番組に出演するのは、1999年12月18日放送の『土曜特集 驚異の世界 深海大冒険』以来約9年ぶり。2008年4月にNHKワールドTVの『J-MELO』にVTR出演し、それがNHK総合で放送されている。レギュラー番組としては、情報・教養番組『ウォッチング』（1985年4月3日 - 1989年3月14日放送）以来約20年ぶりのことである。
- 2017年6月10日・6月17日に放送の「名古屋」編について、中日新聞がタモリが名古屋を認めたと報道した。エビフリャーに代表される名古屋いじりの芸について「名古屋嫌いではない」と語っている[37]。この名古屋来訪は地元でも話題となり[38]、名古屋市長（当時）の河村たかしもタモリについて「一般的に言うと宿敵のイメージがあった。名古屋の伝統的な文化を崩壊させるようなイメージをつくられた方が、和解にお見えになった」と、タモリの来訪を歓迎する意を表した[39]ほか、Twitter（現：X）でも「東西冷戦の終結にも匹敵するほどの歴史的事件」ととも呼ばれ話題となった[40]。名古屋地区（東海3県）では10日が17.5%、17日は18.3%（ビデオリサーチ調べ、名古屋地区・世帯・リアルタイム）とそれぞれ高い数字を記録した[41]。また、10日付の東海3県の新聞テレビ欄では「縦読み」が用いられた[38][※ 45]。なお、当該の番組内では、タモリがかつて名古屋いじりをしていたことへの言及は一切なかった。
- 2021年11月20日・27日の糸魚川の回でタモリがフォッサマグナについて解説した通称「諏訪解説」は糸魚川市議会で議題として取り上げられたことがある[42]。

### 地図製作の背景[43]
番組で地形を説明するために従来の地形図のほか、衛星画像、起伏を強調した特殊な表現の地図や立体模型を用いて可視化する工夫や試行が重ねられている。地図製作関係者の座談会では、時期に従って表現手法の変遷があることや、番組側が同時に複数の方法で発注しながら選択するため採用側が内心不得意分野を感じていたり不採用側が自信作を残念がるような発言がある。
いくつかの事例を挙げる。  
多重光源陰影段彩図
「本郷台地」（2009年12月3日放送）において、東京地図研究社の「多重光源陰影段彩図」を使用した。書籍『地べたで発見!「東京」の凸凹地図』を見た番組スタッフが製作を依頼したもの。
赤色立体地図
「鎌倉」（2015年5月9日放送）において、アジア航測が開発した「赤色立体地図」を使用した。この回の案内人が番組側に紹介したことをきっかけに作成されたもので、以降も度々使われている。開発者千葉達郎（アジア航測）は、地形図が好きな「等高線フェチ」だったが、青木ヶ原樹海での等高線表現の限界を感じて赤色立体地図を作ったと述べており起伏が視覚的にわかりやすい。番組を通じて一般にもこの地図表現の認知が広まったという。「小田原」（2016年1月23日放送）では、番組の依頼に応じて緑色系の「赤色」立体地図も作られた。
スーパー地形
「別府」（2017年2月4日放送）において 「スーパー地形」データを利用した 立体地図模型を使用した。カシミール3Dとスーパー地形データを使用して作成した地形図を、ニシムラ精密模型が自社の地形モデルにオーバーレイした立体模型を製作したもの。カシミール3Dの開発者である杉本智彦（DAN杉本）は、第4シリーズが始まると、各回放映後に取り上げられた場所の地形図をカシミール3Dで作成してツイートしていた。気づいた番組側が杉本に依頼した地形図が別府の模型に使われた。以降ではカシミール3Dを操作できるようになった番組スタッフが自作した地形図が頻度高く使われるようになった。杉本には連絡だけが来るといい、またよく使われるようになった理由については無料で自由に地図が作れることだろうと考えている。

## 受賞歴
- 日本地理学会賞

2011年5月11日、本番組が団体貢献部門賞として受賞。
- グッドデザイン賞（日本デザイン振興会）

2015年9月29日、本番組が2015年度を受賞。審査員からは「高いエンターテインメント性を持ちながら、視聴者に新たな視座を提供しうるプログラムデザインであるといえる」との評価を得た。
- 第53回ギャラクシー賞（放送批評懇談会）

2016年6月2日、テレビ部門奨励賞受賞。
- 「測量の日」功労者（国土地理院）

2016年6月3日、本番組制作スタッフが受賞。「一般視聴者に対し、地理・地学・地形への関心を高めた功績」により、越智繁雄国土地理院長から感謝状が贈呈された。
- 第42回放送文化基金賞

2016年6月8日、テレビエンターテイメント番組部門奨励賞受賞。
- 第4回ジュニア防災検定（防災教育推進協会）

2017年3月26日、本番組が「特別賞」を受賞。
- 第2回九州魅力発掘大賞（JR九州）

2017年5月30日、4期第34回・35回放送分が「九州魅力発掘大賞」を受賞。
- 日本地質学会表彰

2017年6月16日、本番組制作チームが「地質学の社会への普及」を理由に受賞。
- 平成29年度地盤工学貢献賞

2018年3月15日、本番組制作チームが「地盤工学の社会的イメージの向上に多大な貢献」を理由に受賞。
- 日本地球惑星科学連合2019年大会（JpGU 2019）

『ブラタモリの探究―「つたわる科学」のつくりかた』と題するセッションが設けられた。
- 第28回橋田賞（橋田文化財団）[58][59]

## 書籍
2016年7月より、番組初の書籍化となる『ブラタモリ』シリーズがKADOKAWAより刊行されている。本シリーズは番組制作班の監修により、第4シーズンの放送分を収録している（1〜6集は2015年度、7集以降は2016年度以降を収録）。
- 「ブラタモリ 1 長崎 金沢 鎌倉」 - 2016年7月29日発売 ISBN 978-4041043202
- 「ブラタモリ 2 東京駅 富士山 真田丸スペシャル（上田・沼田）」 - 2016年7月29日発売 ISBN 978-4041043226
- 「ブラタモリ 3 函館 川越 奈良 仙台」 - 2016年10月14日発売 ISBN 978-4041043233
- 「ブラタモリ 4 松江 出雲 軽井沢 博多・福岡」 - 2016年10月14日発売 ISBN 978-4041043240
- 「ブラタモリ 5 札幌 小樽 日光 熱海 小田原」 - 2016年12月16日発売 ISBN 978-4041043257
- 「ブラタモリ 6 松山 道後温泉 沖縄 熊本」 - 2016年12月16日発売 ISBN 978-4041043264
- 「ブラタモリ 7 京都（嵐山・伏見） 志摩 伊勢（伊勢神宮・お伊勢参り）」 - 2017年6月23日発売 ISBN 978-4041058077
- 「ブラタモリ 8 横浜 横須賀 会津 会津磐梯山 高尾山」 - 2017年6月23日発売 ISBN 978-4041058084
- 「ブラタモリ 9 平泉 新潟 佐渡 広島 宮島」 - 2017年9月15日発売 ISBN 978-4041058091
- 「ブラタモリ 10 富士の樹海 富士山麓 大阪 大坂城 知床」 - 2017年9月15日発売 ISBN 978-4041058107
- 「ブラタモリ 11 初詣スペシャル 成田山 目黒 浦安 水戸 香川（さぬきうどん・こんぴらさん）」 - 2017年12月15日発売 ISBN 978-4041058114
- 「ブラタモリ 12 別府 神戸 奄美」 - 2017年12月15日発売 ISBN 978-4041058121
- 「ブラタモリ 13 京都（清水寺・祇園） 黒部ダム 立山」 - 2018年9月28日発売 ISBN 978-4041073759
- 「ブラタモリ 14 箱根 箱根関所 鹿児島 弘前 十和田湖・奥入瀬」 - 2018年9月28日発売 ISBN 978-4041073766
- 「ブラタモリ 15 名古屋 岐阜 彦根」 - 2018年12月14日発売 ISBN 978-4041073773
- 「ブラタモリ 16 富士山・三保松原 高野山 宝塚 有馬温泉」 - 2018年12月14日発売 ISBN 978-4041073780
- 「ブラタモリ 17 吉祥寺 田園調布 尾道 倉敷 高知」 - 2019年3月15日発売 ISBN 978-4041073797
- 「ブラタモリ 18 秩父 長瀞 大宮 室蘭 洞爺湖 宮崎」 - 2019年3月15日発売 ISBN 978-4041073803

## パロディ番組
- プレタモリ（フジテレビ系列）

2012年7月17日に『カスペ!』枠で放送。同年7月21・22日に放送の『'12FNS27時間テレビ 笑っていいとも!真夏の超団結特大号!!』の事前特番で、同番組の総合司会者でもあったタモリ自身が27時間テレビ各コーナーの出演予定者に事前挨拶をすべく、放送局内を散策する企画。
- 週刊AKB（テレビ東京）

自転車で町を散策する「ブラチャモリ」というコーナーがあった。
- ニューステラス関西（NHK大阪放送局）

2014年4月1日より「ブラモリタ」というコーナーを放送していた。森田洋平（NHKアナウンサー）が大阪の街を散策する。
- ロクいち!福岡（NHK福岡放送局）

2016年9月より「ブラリンダ」というコーナーを放送していた。林田理沙が、福岡の街を散策しながらさまざまな発見をしていくもの。ロゴもブラタモリの顔と文字を入れ替えたものだった。
- ロデオ倶楽部!〜season II〜（BSフジ）

2014年12月7日放送にて「GRANROJIO presents ブラロデオ」が行われた。GRANRODEOと本番組にも出演した岡本哲志（法政大学デザイン工学部建築学科教授）が銀座の路地裏を散策した。
- 将棋フォーカス（NHK Eテレ）

2018年度までアシスタントを務めていた伊藤かりん（当時乃木坂46）が将棋に関連した場所を訪れる「ブラかりん」が放送されていた。
- 歴史秘話ヒストリア（NHK総合）

2016年9月23日放送「京都 まぼろし大仏の旅」の回の1コーナーで、「ブラあさひ」というタイトルで井上あさひアナウンサーが「ブラタモリ」京都の回で案内人をつとめた梅林秀行とともに出演。ロゴデザインも本番組のものを流用し、通常はタモリの顔となっているマークは井上アナウンサーの顔に変更された。
- TOKYOディープ!（NHK BSプレミアム）

2016年10月17日19:00 - 19:30に放送された「江ノ島だけじゃない藤沢（レポーター:つるの剛士）」の1コーナーで、江の島が一大観光地になった謎に迫る「ブラツルノ」というタイトルで江ノ島を巡り、ロゴデザインも本番組のものが流用された。
- 熱烈!ホットサンド!（札幌テレビ）

2017年6月17日放送にて、サンドウィッチマン、TKO、村雨美紀（STVアナウンサー）が「ブラサンド」と題して、北海道開拓の村を巡っていた。
- コネクト（NHK広島放送局）

不定期で小野文惠（NHKアナウンサー）が中国地方を散策する「ブラフミエ」が放送されている。

## 関連番組
- タモリ倶楽部（テレビ朝日系列）

1997年12月20日放送「こちとら会PRESENTS 古地図で東京探訪」で宮本浩次（エレファントカシマシ）、松尾貴史とともに古地図を見ながら江戸（東京）を訪ねた。この回のエンディングでは地域別に30枚ほど存在していた古地図を元に探訪することをタモリが希望していて、これが後にブラタモリで実現したことになる。
- めちゃ×2イケてるッ!（フジテレビ系列、「第4シリーズ」では裏番組）

2011年10月8日放送分の「近くへ行きたい」コーナーで本番組とのコラボが実現した。
- 森田一義アワー 笑っていいとも!（フジテレビ系列）

「第3シリーズ」の「新宿〜新都心編〜」（2012年3月1日・15日放送分）のオープニングで久保田アナが『笑っていいとも!』が放送されているスタジオアルタを訪れ、スタジオやタモリの楽屋を訪ねてからタモリと合流して新宿の街を探索した。
- タモリと鶴瓶（NHK総合）

2015年度に不定期で放送されていた、タモリ・笑福亭鶴瓶・他ゲスト1組によるミニ・ドラマ番組。本番組の番宣が行われた。
- SONGSスペシャル「井上陽水」（NHK総合）

2015年12月22日22:00 - 22:49に放送。本番組の司会を務める桑子と、本番組の大ファンである井上が出演し、「ブラヨウスイ」というロケ企画を行い、桑子とともに明治神宮外苑を散策した。ロゴデザインも本番組のものを流用し、通常はタモリの顔となっているマークは井上の顔に変更された。また、スタジオライブでは本番組のテーマ曲「女神」「瞬き」を披露した。
- 鶴瓶の家族に乾杯（NHK総合）

前述の通り、2016年以降正月特番として本番組とコラボレーションを行っている。
- サラメシ（NHK総合）

2016年5月4日 20:15 - 20:43に放送された、同番組のシーズン6スタート直前スペシャル「京都でランチ!スペシャル」内で本番組とコラボレーション。2016年4月30日に放送された本番組の京都ロケでのランチを紹介。